# Mozaik

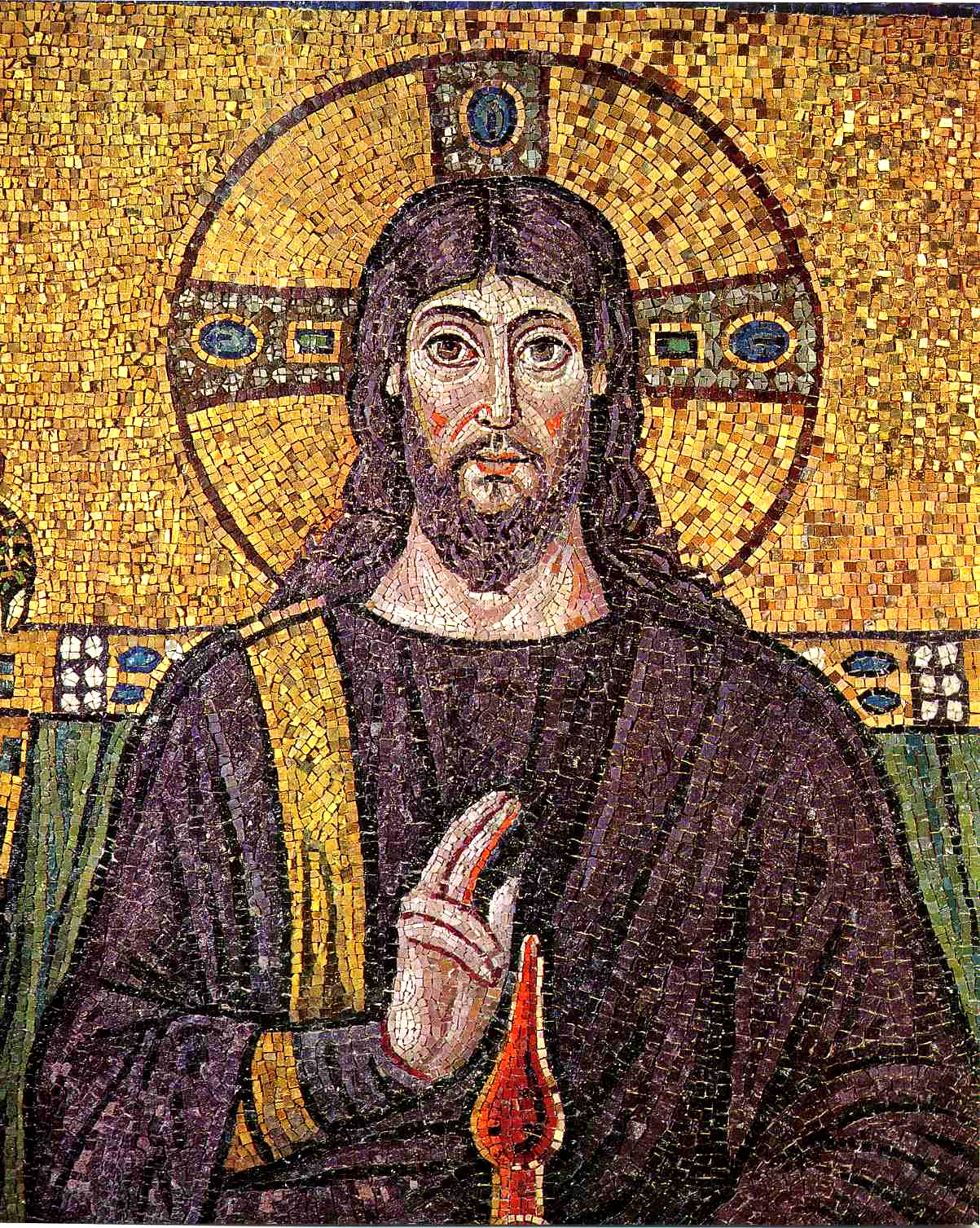
Krisztus, Sant'Apollinare Nuovo-templom, Ravenna

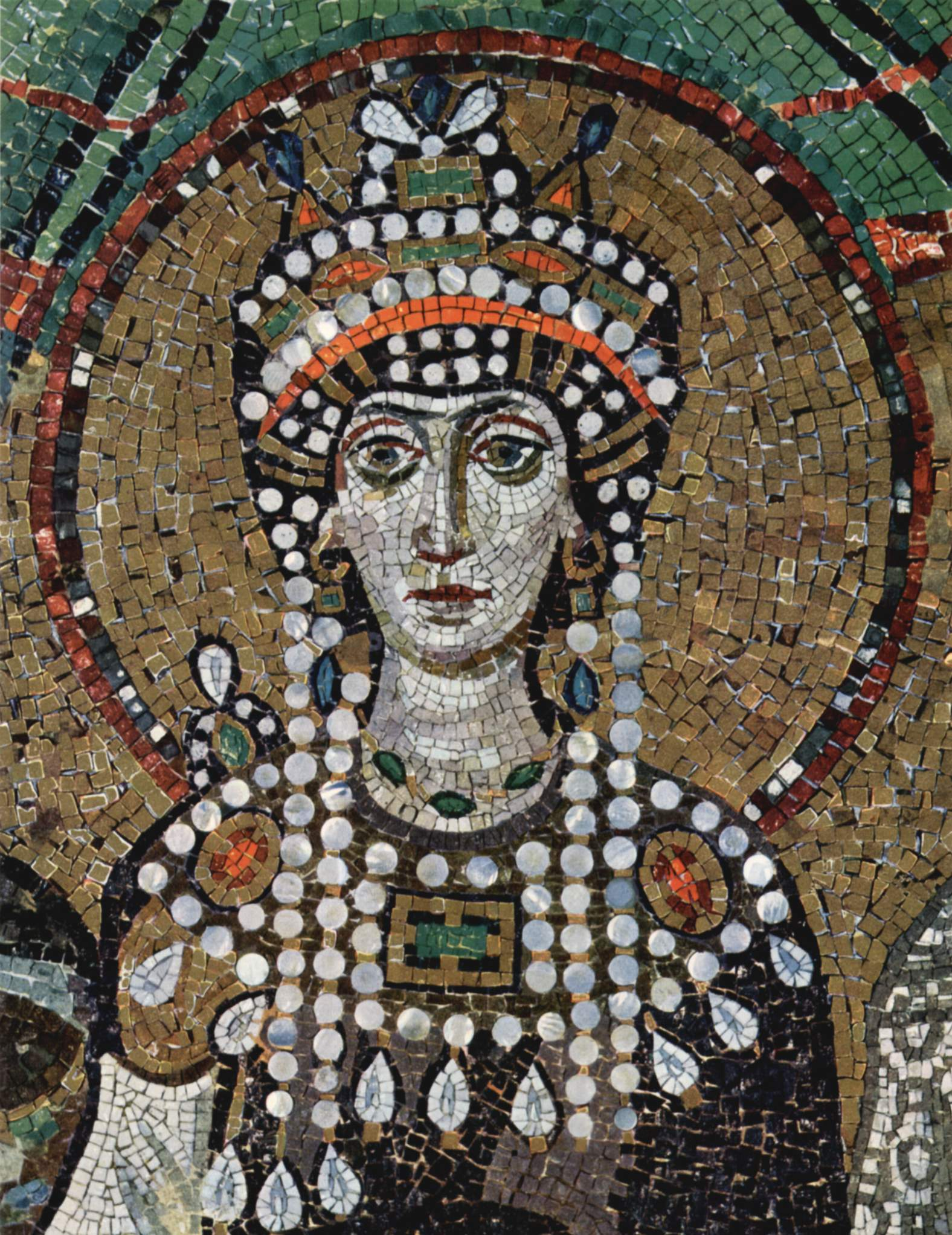
Theodóra császárné arcmása San Vitale-székesegyház, Ravenna

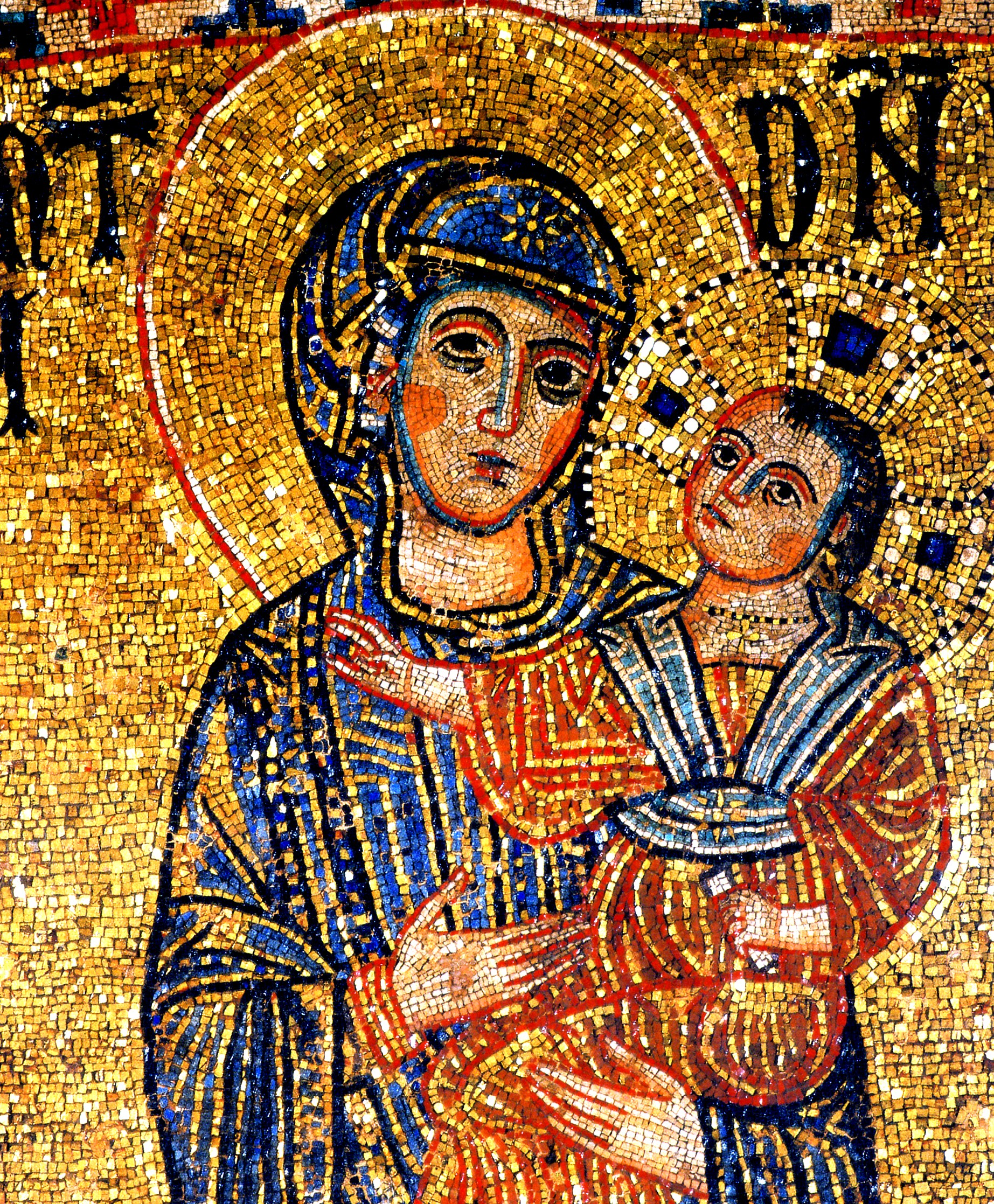
Az Istenanya gyermekével, San Paolo fuori le mura, Róma (KT)

A mozaik olyan művészeti technika és annak eredménye, amelynél kicsiny méretű színes üveg- vagy kavicsdarabokból állítják össze a képet vagy mintázatot (néha más anyagokat is használnak). A mozaikdarabokat cementtel, gipsszel rögzítik, esetleg a még nedves vakolatba nyomják bele. A mozaik szó a görög muszeion szóból eredeztetett latin opus musivum (múzsákhoz közelálló) kifejezésből származik. A művészeti ág múzsákkal való kapcsolatba hozása azt jelenti, hogy a mozaik igen megbecsült műfaj volt.
Az első mozaikok fehér és fekete (világos és sötét) színű kavicsokból készültek, később színesebb kavicsokat is alkalmaztak. A mozaikok jellemzően a különböző épületek padlózatának díszítésére szolgáltak. A mozaiktechnika fejlődésével a különböző színű kőzeteket megmunkálták, kicsiny hasábokat készítettek belőlük. Az ilyen mozaik neve „opus tessalatum”, azaz „kockás mű”. A négyszögletes, de nem négyzetes hasábokból készült mozaik neve „opus sectile”. A sík felületű mozaikszemekből egységesebb felületet lehetett kialakítani, a padlódísz pedig alkalmasabbá vált a rajta való járásra. Amikor a mozaikszemeket színezett üvegből kezdték készíteni, a színskála jelentősen kibővült, és még alkalmasabbá vált a képszerű megjelenésre. Az üvegmozaik padlómozaikként már nem volt használható, alkalmas volt viszont arra, hogy a falakra kerüljön. Így alakult ki a festészetet utánzó mozaik. A boltozatokra, kupolákba, ívelt felületekre kerülő mozaikoknak külön nevük van: „opus vermiculatum”, de így hívják a kígyózó szalag mintáját követő síkmozaikot is. A mozaikművészet a bizánci korban jutott fejlődése csúcsára, majd átmeneti hanyatlás után a historizmus és a szecesszió fedezte fel újra, és a modern művészetben is történtek komoly kísérletek a feltámasztására.

## Az első mozaikok

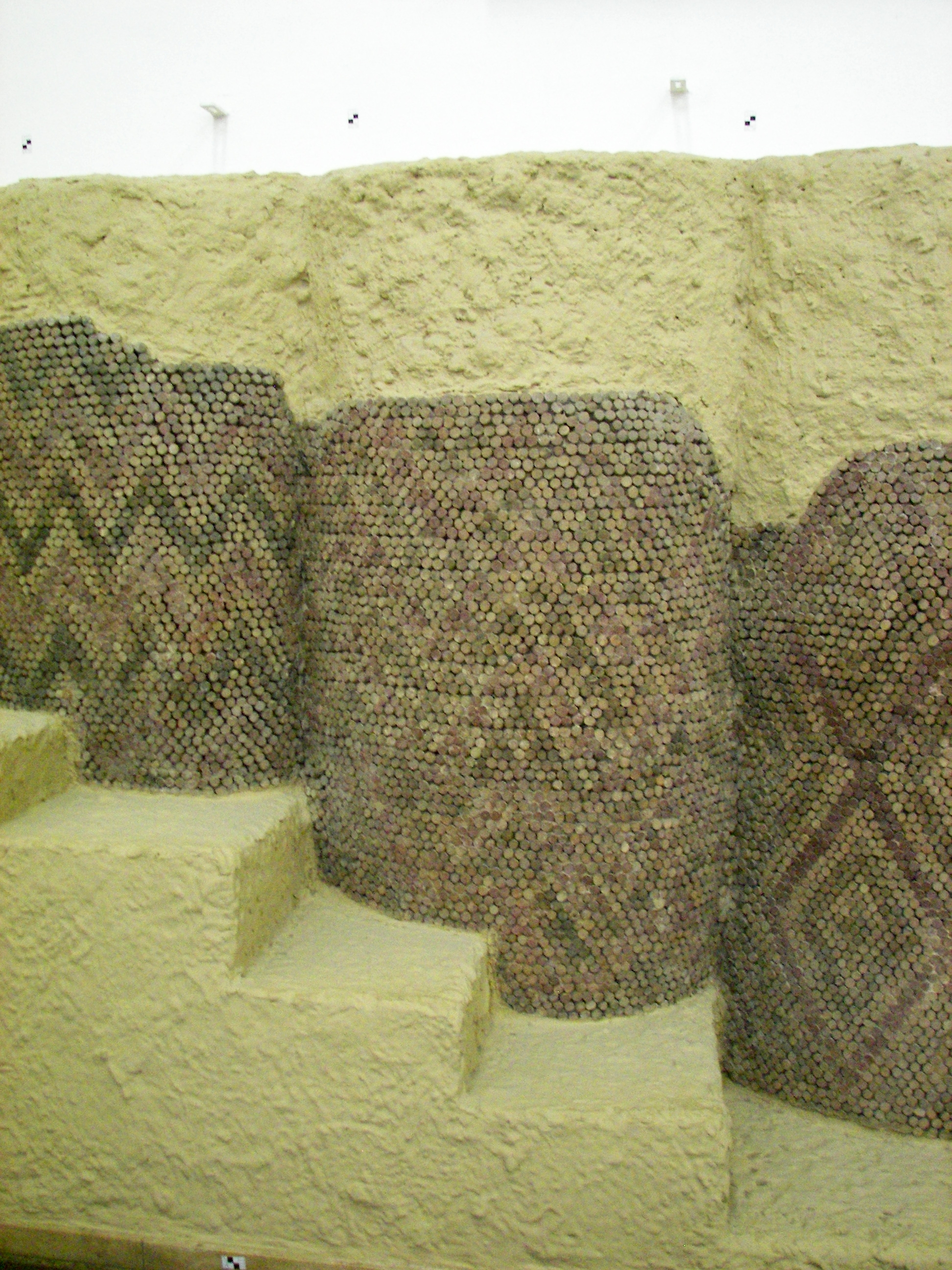
Oszlopmozaikok Urukból

A mozaik első alkalmazásával a mezopotámiai művészetben találkozhatunk, amikor a nedves agyagba színes mázas homlokfelületű kúpokat nyomtak, így állítottak elő különböző, többnyire geometrikus mintájú díszítéseket. Ezek a leletek az uruki Vörös templomból kerültek elő, amelynek részletei a berlini Pergamon Múzeumban láthatók. Ezek a korai mozaikok valóban mozaikok ugyan, ami a raszterszerű megjelenésükből adódik, de agyagmozaikok, a kúpok homlokfelületét színes mázzal vonták be, és éppen ezért a felület megjelenése sokkal inkább a kerámiára emlékeztet, mint a megszokott értelemben vett mozaikra.
Az ókori Egyiptomban is ismerték és alkalmazták a mozaiktechnikát, szórványosan maradtak is fenn ilyen töredékek, de ez a technika az egyiptomi művészet más erőteljes műfajai között erősen háttérbe szorult.

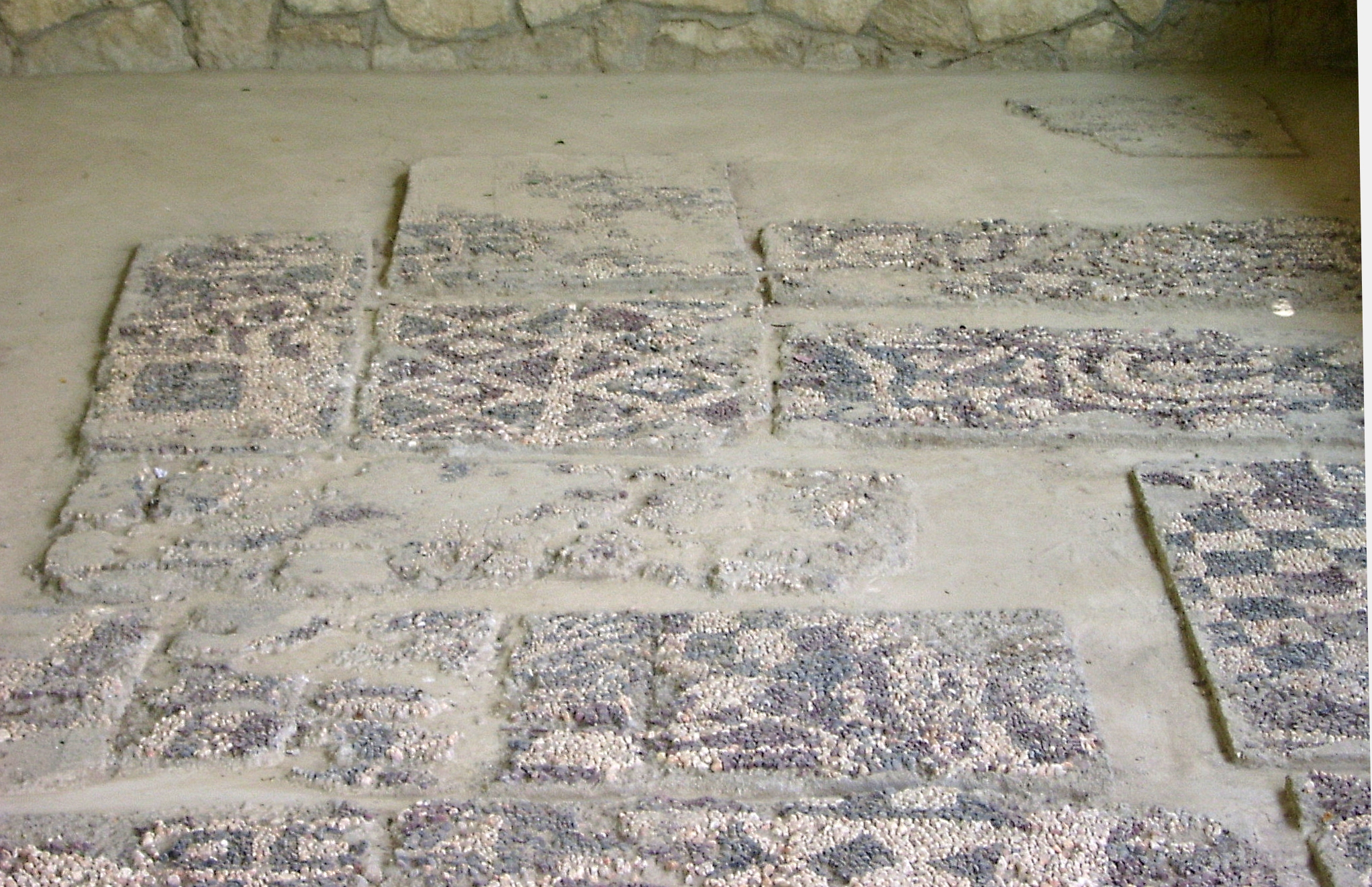
Gordioni mozaik

Korban a következő mozaikok Kis-Ázsiában kerültek elő, Gordionban, Phrügia fővárosában. A feltárt mozaikok korát az i. e. 8. századra teszik. A padlómozaikokat színes kavicsokból rakták, és különböző geometrikus mintákat ábrázoltak velük. Vannak közöttük olyanok is, amelyek csupán négyzetformák sorából állnak.
Az európai művészetben először a régi görög padlómozaikokat kell megemlíteni, amelyek fekete-fehér (vagy inkább sötét és világos) kavicsokból kirakottak és geometrikus mintázatúak. Az i. e. 5. századból maradtak fenn ilyenek, a Halkidikí-félszigeten lévő Olünthoszban tizenöt padlómozaikot találtak. A figurális középső jelenetet – az emblémát – többszörös, geometrikus díszítésű keretrendszer fogja közre. Az egyik ilyen képen látható jelenet a Pegazuson lovagló Bellerophontész hérosz és a tűzokádó kecske harcát ábrázolja.

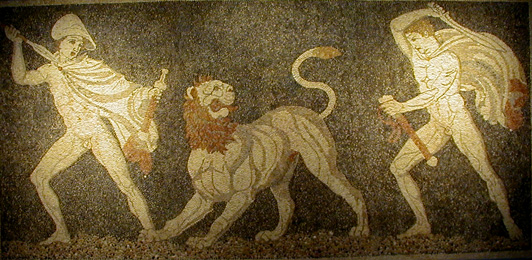
Oroszlánvadászat, mozaik Pellából

A makedón fővárosban, Pellában is találtak mozaikokat. Az 1953-ban elkezdődött ásatások során geometrikus mintázatú padlómozaikok kerültek elő, kavicsból kirakva, az igazi szenzációt azonban a különböző jeleneteket (oroszlánon lovagló Dionüszosz, szarvasvadászat, oroszlánvadászat) ábrázoló mozaikok jelentették. Ezeket a mozaikokat sokszínű – pontosabban a klasszikus négyszín-festészet koloritját mutató – kavicsokból állították össze, de voltak részek (például a hajfürtök), amihez előre elkészített terrakottát használtak, a kontúrokat pedig ólomsávokkal rajzolták meg. A kavicsszemek sokkal kisebbek voltak a korábbiaknál, így a közöttük lévő rések is vékonyabbak lettek. A mozaikok készítői nem törekedtek nagyobb térmélység kialakítására, csupán semleges háttérből előtűnő, reliefszerű alakokat akartak ábrázolni, ugyanakkor azonban érezhető a törekvés a „valóságos” képekké formálásra.
Az új elképzeléseknek, tudniillik a festői hatások elérésének, már nem felelt meg a kavicsmozaik. A mozaiktechnika fejlődésében a következő – jelentős – lépésre az i. e. 3. században került sor. A mozaikok készítéséhez különböző színű kövekből, többé-kevésbé szabályos, apró hasábokat munkáltak ki. Az ilyen mozaiknak a neve „opus tessalatum” (kockás mű). A tesszera görög szó, a kis négyzetes hasábok neve. Amikor a hasábok nem négyzetesek, hanem csak négyszögletesek, a mozaik neve „opus sectile”. Tesszera-mozaik töredékek Alexandriából kerültek elő. Az új mozaikok készítői közül néhányan kiváló művészekké váltak, akik nem ritkán szignatúrájukkal látták el a műveiket, így némelyiküket név szerint is ismerjük. Szószosz alkotásai közül ismert például az Edényből ivó galambokat ábrázoló kép. Legnagyobb „találmánya” azonban a Felsöpöretlen szoba című padlómozaik, amely a lakoma után a padlón szétdobált szemetet, ételmaradványokat ábrázolja. Alkotásait számos követő másolta és terjesztette. Egy másik mester, Héphaisztión alkotását, csak töredékesen találták meg Pergamonban, alkotóját ebben az esetben is a szignatúráról ismerték fel. Színes, főleg ornamentális padlómozaikokat találtak Déloszon, amelyek dekoratív mintázatukkal szőnyegszerű hatást mutatnak (i. e. 2. század második fele).

## Római kori mozaikok

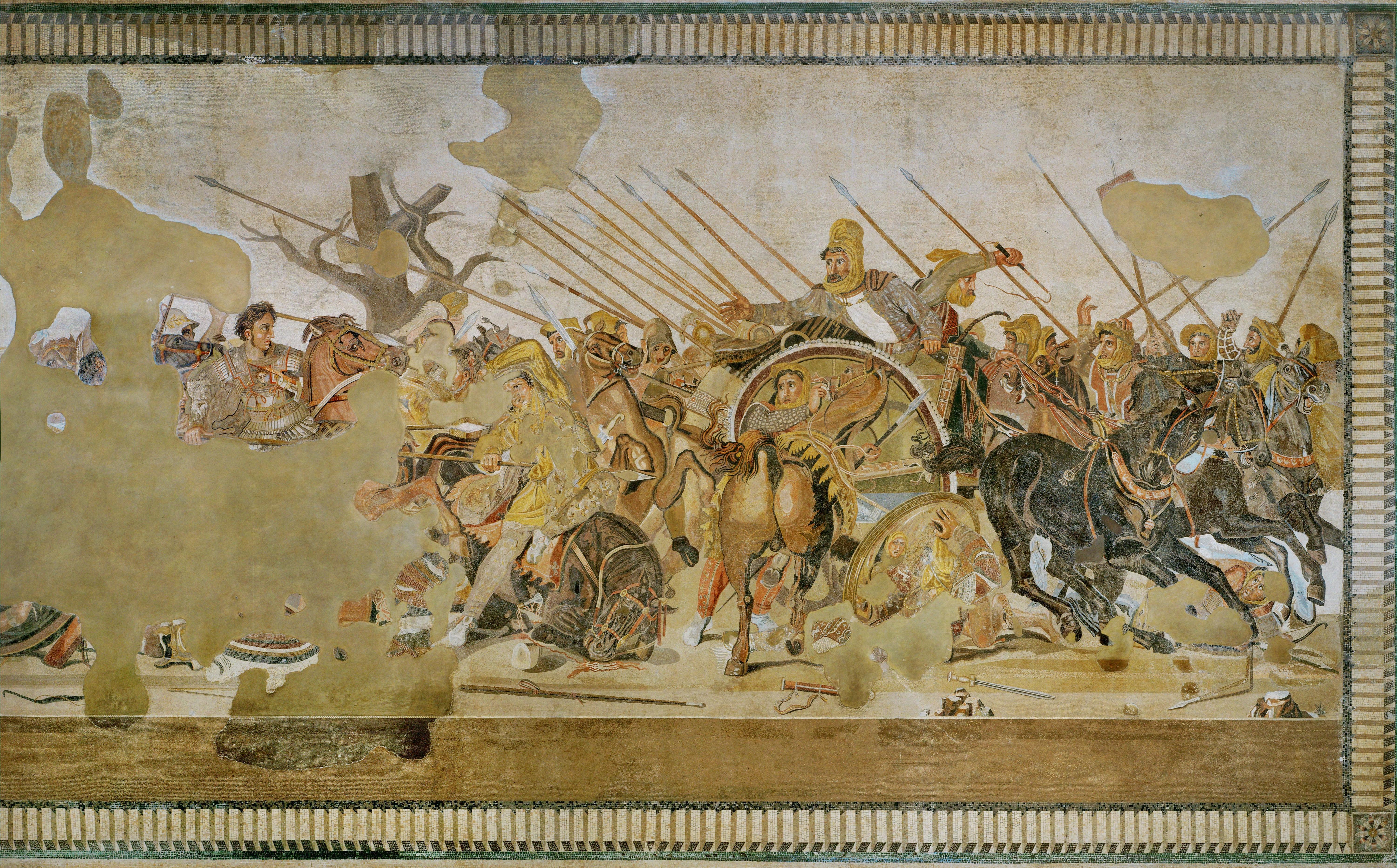
Az isszoszi csata, (Nagy Sándor és III. Dareiosz harca)

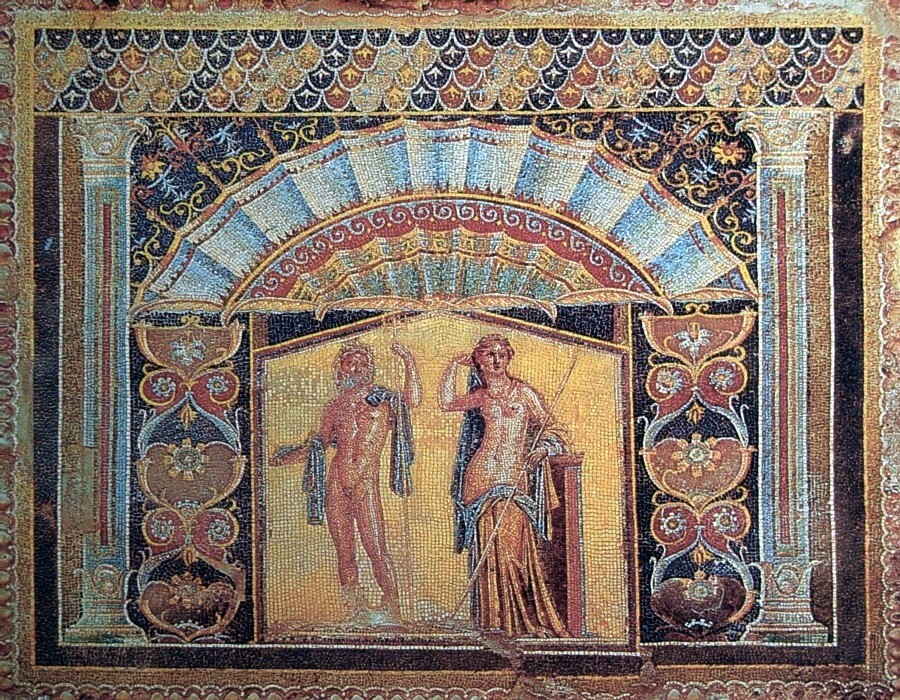
Neptunust és Amphitritét ábrázoló mozaik Herculaneumban

A tesszera-mozaikot ugyan a görögök fejlesztették ki, mégis a római művészet tette naggyá; a rómaiak a középületeiket, fürdőépületeiket, lakóházaik padlóját díszítették mozaikkal. Ezek a korábbihoz képest megnövekedett épületbelsők gyakorlatilag megkívánták a padozat díszítését. Ilyenek például az ostiai nagyfürdőben látható nagyméretű padlómozaikok, amelyek tengeri istenek jeleneteit ábrázolják. Először kétszínű, majd a szőnyeghez hasonló, színes felületek voltak kedveltek. A díszítendő felület alá cementalapot készítettek, majd erre a teherviselő rétegre egy vékonyabb cement- vagy gipszréteg került. Ebbe nyomkodták bele a kis hasábocskákat. Nyilván olyan nagyságú felületet készítettek elő egyszerre, amit annak kötéséig el tudtak készíteni.
A római mozaikok gyakran falfestmények másolataként jöttek létre. Az egyik legnevezetesebb római kori mozaikot, a Nagy Sándor-mozaikot, amely az isszoszi csata jelenetét ábrázolja, Pompeiiben tárták fel a „Faun házá”-ban, és a nápolyi Museo Archeologico Nazionale féltett kincse (a múzeumban függőleges helyzetben állították ki, de ez is padlómozaik volt). Mérete 2,71×5,12 méter. Keletkezését az i. e. 1. századra teszik. Mintája nagy valószínűséggel egy Philoxenosztól származó falfestmény volt, amelyet Rómában „sokszorosítottak”. Pompeiiben és Herculaneumban ezen kívül is számos mozaik került elő, például a Cave canem (Őrizkedj a kutyától!) mozaikok, amelyek a lakóházak bejáratánál figyelmeztettek harapós kutyára. Ezek annyira elterjedtek voltak Pompeiiben, hogy még Petronius is megemlékezett róluk. Ott találták meg még a híres kakasviadalos mozaikot, a tengerek és a vizek élővilágát ábrázoló mozaikokat, de csodálatos ornamentikus mintázatú, oszlopokra készített mozaikokat is.

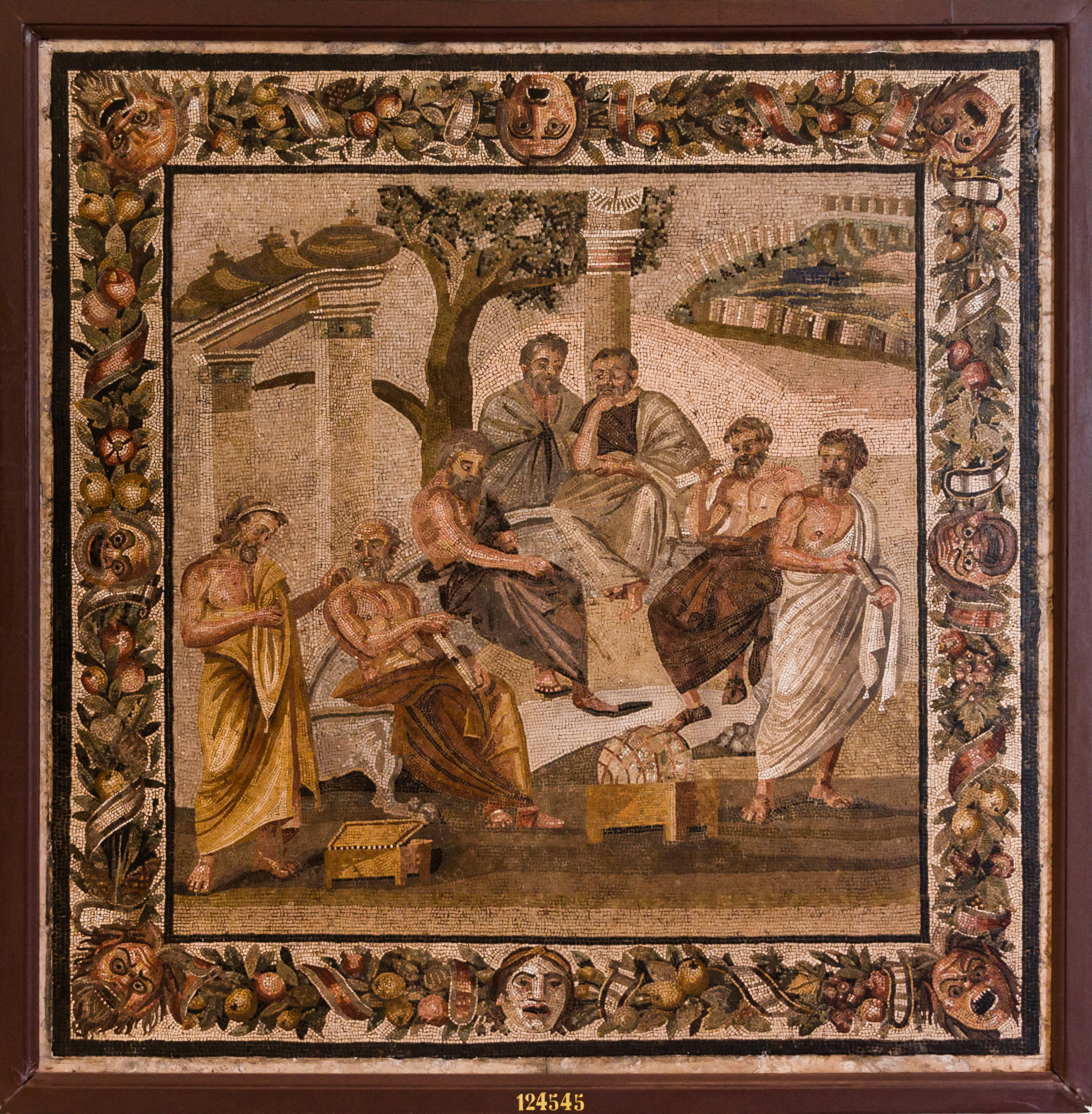
Platón ókori görög filozófus, iskolaalapító a tanítványaival, római mozaik, Pompeii

Herculaneumi a Neptunust és Amphitritét ábrázoló mozaik, amelynek egyik jellegzetessége a rendkívül ritka kék és zöld színű mozaikszemek alkalmazása. Az előkerült mozaikok többsége a nápolyi múzeumban tekinthető meg. A római kori mozaikok egy része visszafogott színvilágú, a szemcsék fehérek, barnák, vörösek. Ilyen például a Caracalla termáiból előkerült nagyméretű padlómozaik, amely négyszögletes mezőkben birkózókat, atlétákat ábrázol (a Vatikáni Múzeumban láthatók). A gazdag emberek otthonaikat is mozaikokkal díszítették, ahol gyakori téma volt főúri szórakozás témáinak ábrázolása, mint például a szicíliai Piazza Armeniánál feltárt villa (Villa del Casale) vadászatot bemutató színes padlómozaikja, vagy a híres „bikinis” mozaik, amelyen labdázó, futkározó lányok láthatók a mai bikinikre emlékeztető öltözetben.
Római kori mozaikokat Magyarországon is találtak, ilyen például Budán, az Aquincum egykori polgárvárosában álló (mai Meggyfa utcai) Hercules-villa egyik színes mozaikja, amelynek emblémája az íját feszítő Héraklészt, valamint feleségét, Déianeirát mutatja Nesszosz kentaur karjaiban . Igen finom mozaikszemekből állították össze, gazdag színei a hellenisztikus faliképeket idézik. Egy másik mozaikon pihenő ökölvívók láthatók, egy következőn pedig Ámor szőlőfürttel kínál egy feléje közeledő tigrist. A számos figurális ábrázoláson kívül geometrikus mintájú, remek mozaikpadló  is megtekinthető.

## Keresztény mozaikok

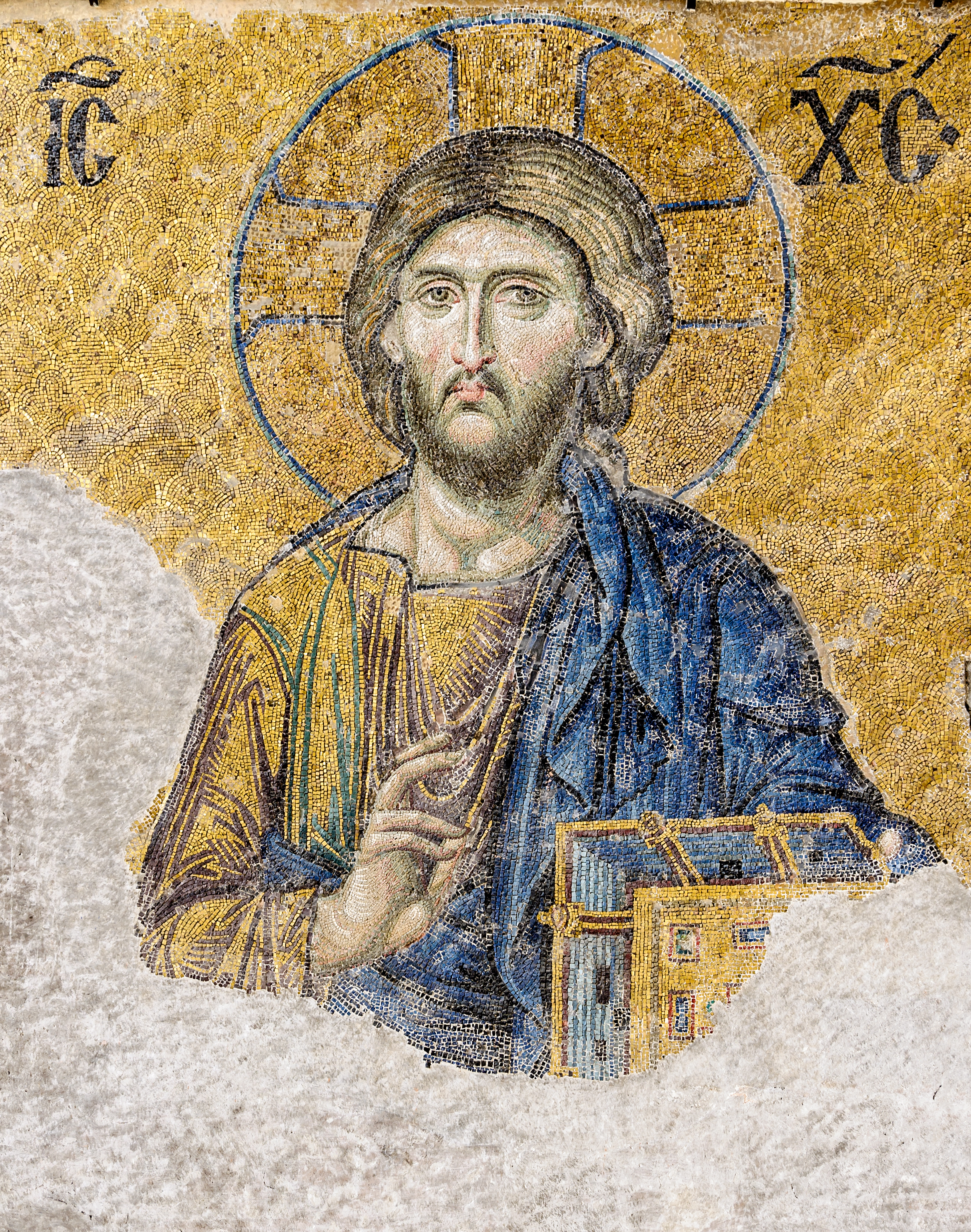
Krisztus a Hagia Szophiában

A mozaikok új kora a 3. század végén, de inkább a 4. században, a kereszténység előretörése, majd államvallássá tétele idején kezdődött el, főleg I. Theodosius uralkodása idején. Az új világképnek megfelelően a mozaik megjelenése, sőt lényege változott meg. Amíg a korábbi mozaikmesterek a minél teljesebb valóságábrázolásra törekedtek, addig a kereszténység nem a fizikai megjelenés tökéletességét kívánta meg, hanem a szellemi, transzcendentális lényeg kifejezését. Egy egészen új ikonográfia jelent meg: az ábrázolt alakok egyszerűbbekké, látszólag „primitívebbekké”, ugyanakkor azonban átszellemültebbekké váltak, a képi megjelenés naturalizmusa átadta a helyét a misztifikáló ábrázolásnak. Az új mozaikokon már egyáltalán nem törekedtek a térbeliség szemléltetésére, a kétdimenziós alakábrázolásra törekvés, a frontális megjelenés csaknem kizárólagossága volt a jellemző.

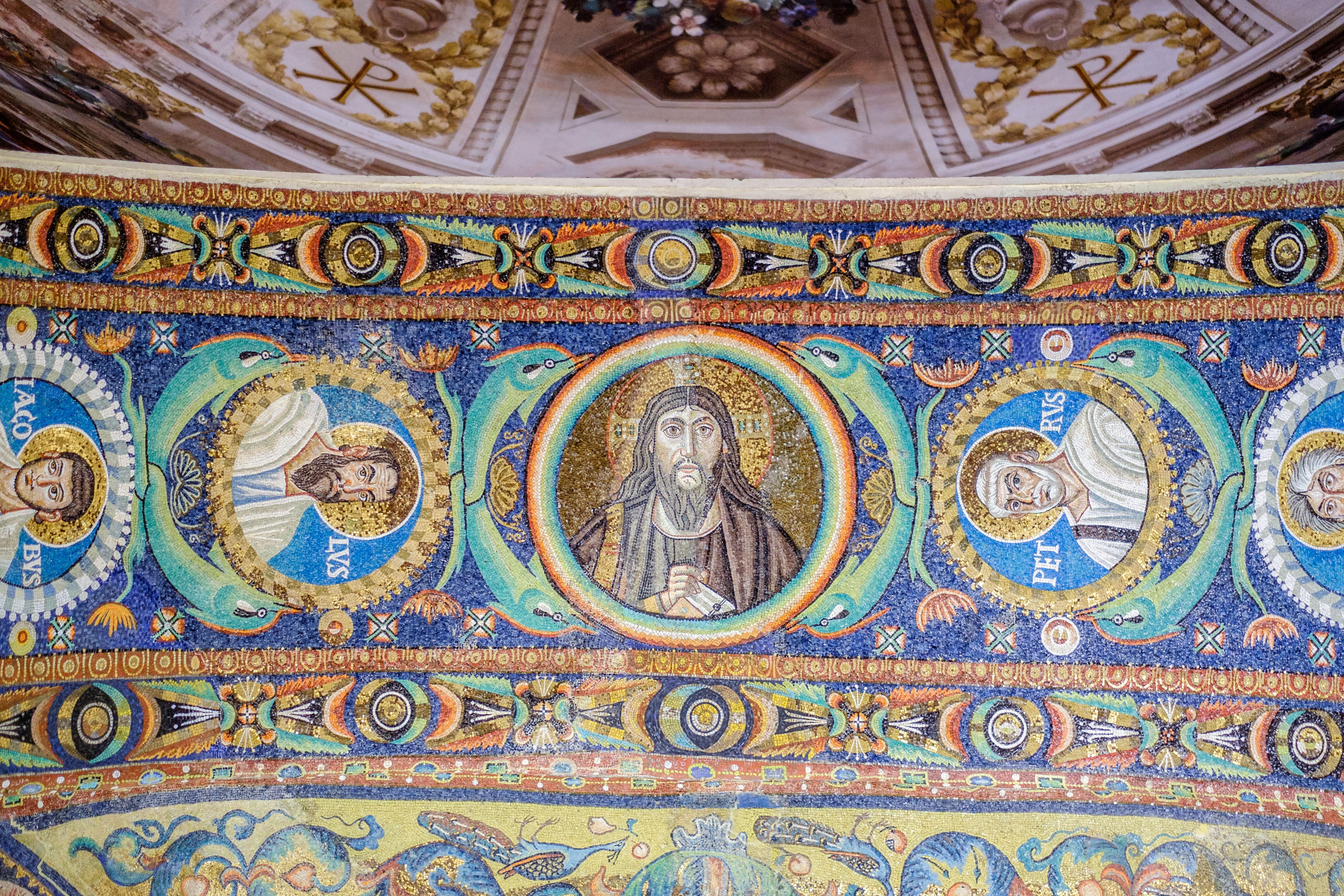
San Vitale-templom, Ravenna

A mozaikművészet változása összefüggött azzal is, hogy ebben az időszakban kezdték alkalmazni a színes üvegkockákat mozaikkészítésre. Ez a fajta mozaik könnyebb volt, mint a márvány- vagy kőmozaik, így az alkotások felkerülhettek a falakra, a mennyezetekre, a kupolákba. Voltak már ilyenek korábban is, de ebben az időszakban váltak általánossá. A padlómozaik természetesen megmaradt ezután is, de már csak geometrikus mintázatúakat készítettek. Az üvegmozaikszemek úgy készültek, hogy az olvadt és kívánt színre kevert folyékony üveget (színezőanyagként különböző fém-oxidokat használtak: például a kék színhez a kobalt, a vöröshöz, barnához a vas, a zöldhöz a réz oxidját) megfelelő vastagságban egy lapra öntötték, majd megszilárdulás és kihűlés után – a mai üvegesek módjára – megkarcolták az egyik felületét, így tudták a kívánt méretre darabolni. Az üvegpaszta-gyártás fejlődése révén egyre több szín került a mozaikrakók kezébe, még aranyszemcséket is készítettek (ami aztán az új típusú mozaik jellemző színe lett). Az aranymozaikot úgy készítették, hogy az üveglapra aranyfóliát helyeztek, majd ezt egy újabb, ezúttal igen vékony réteg üveggel fedték, hogy az aranyfüst réteg ne sérülhessen. Az aranyszemek természetesen igen drágák voltak, ezért elég gyakran megfelelő árnyalatú sárgával keverték a rakáskor. Ennek előnye is volt: az ily módon „kevert” aranyfelület nem volt olyan rideg, fémes hatású, mint amilyen egységes aranykockákból kirakva lett volna. Érdekesség, hogy az üvegmozaik (feltehető) alkalmazásáról már sokkal korábbi írásos feljegyzés emlékezik meg. Eszerint az i. e. 3. században – Arkhimédész felügyelete mellett – készült egy díszhajó II. Hierón szürakuszai király számára, aminek a belsejét az Iliaszból vett jelenetek díszítették, és ezek a képek üvegmozaikból voltak kirakva.

### Róma
A legelső ókeresztény építmények falmozaikjait még a „hagyományos” stílusban rakták. Példa erre a római Santa Costanza-mauzóleumban, Nagy Konstantin lányának sírkápolnájában található, ami a pogány padlómozaik és a keresztény falmozaik közötti összekötő kapocsnak számít. A visszafogott színvilágon túl a legmeglepőbb a „pogány” motívumok alkalmazása: szőlőindás ornamentika, vidám szüretelők (egy másik mozaikon még az ún. „söpöretlen szobá”-hoz hasonló ábrázolás is látható). A szőlő azonban itt már nem Bacchus jelképe, hanem Jézusé, a szüret pedig a kereszténység úrvacsorájának, az eucharisztiának a megjelenése. Természetes, hogy az antik elemek átvétele és „csupán” más értelemmel való felruházása nem felelt meg az egyház elképzeléseinek, így hamarosan új ábrázolásmód jelent meg: nagy képsorozatok, egy képen belüli jelenetek sora, amelyek alkalmasak voltak arra, hogy elmagyarázzák a hívőknek a Biblia történéseit, tanítását. Nem véletlenül mondta I. Gergely pápa: „Ami az olvasni tudóknak az írás, ugyanaz a tanulatlan szemlélőnek a festészet.” Ezzel lett az új mozaik a keresztény hit megjelenítője, hordozója. Konstantin világosan felismerte a mozaik jelentőségét, ezért rendeleti úton gondoskodott a mozaikművészek képzéséről és a rajziskolákban a mozaik tanításáról.

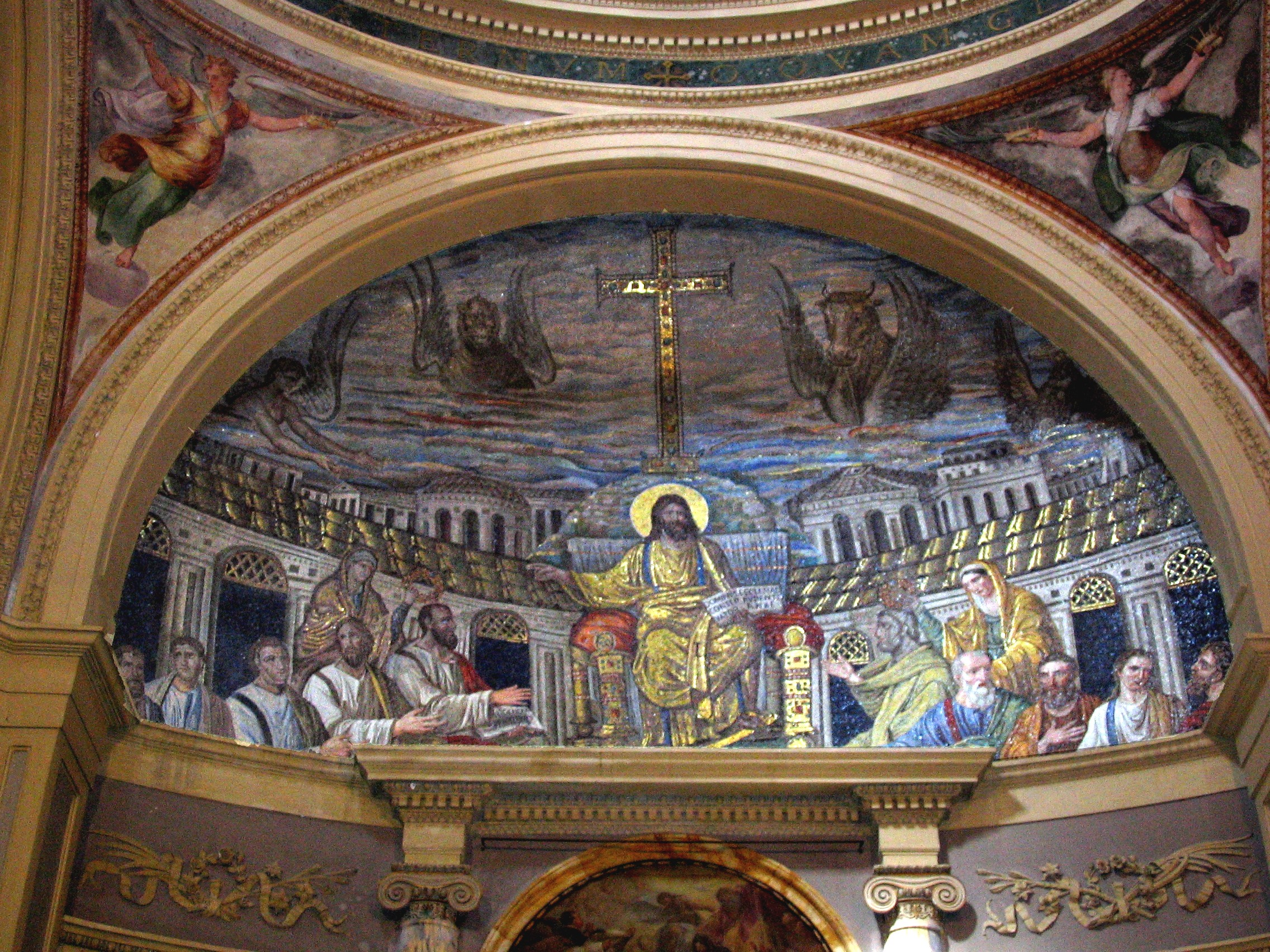
Apszismozaik, Santa Pudenziana

Az új típusú keresztény mozaikok egyik első emléke egy, a 4. század végén készült apszismozaik a római Szent Pudentiana-templomban (Santa Pudenziana). A kép középpontjában Krisztus ül, kezében tartja az élet könyvét. Körülötte az apostolok láthatók, mögöttük két női alak (a jobb oldali Szent Pudentiana) babérkoszorút tart Péter és Pál feje fölé. A táj a mennyei Jeruzsálem, fölötte a kereszténység szimbóluma, a kereszt magasodik. A mozaikképen megfigyelhető az élénk színezés, az arany mozaikszemek alkalmazása és a realisztikus ábrázolás.

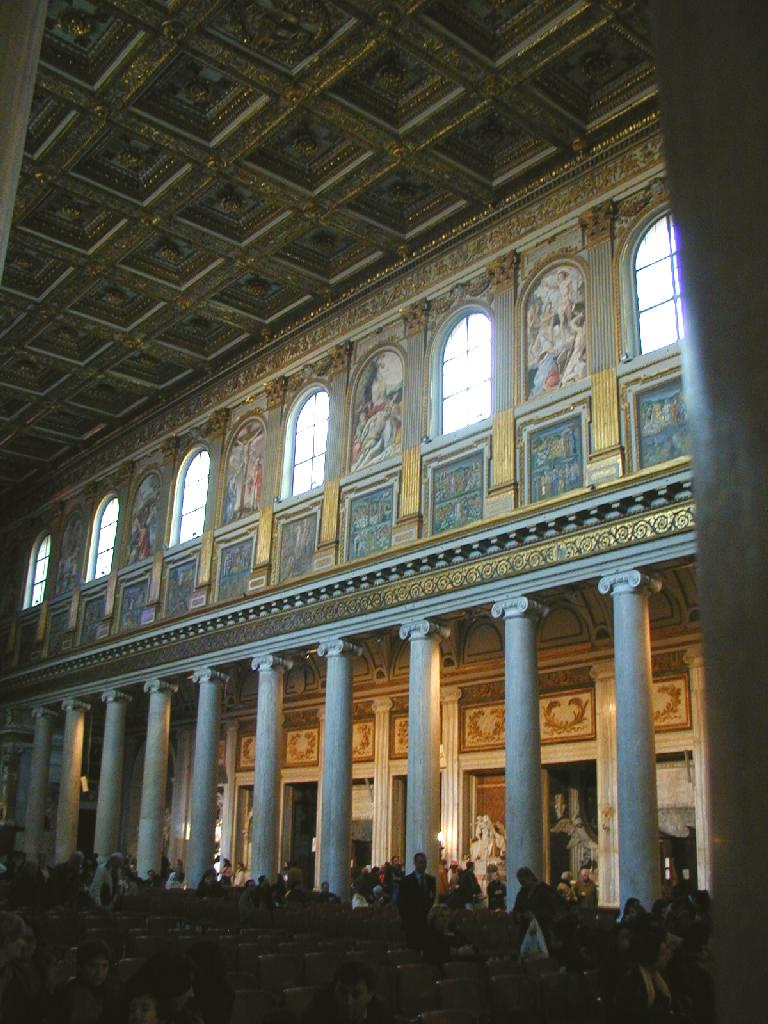
A Santa Maria Maggiore középhajója

Az ókeresztény mozaikművészet másik jellemző darabja a római Santa Maria Maggiore-bazilikában látható, az 5. század első felében készült mozaiksor (a szentély mozaikja, amely Mária koronázását mutatja, sokkal később, 1295-ben készült). Ezek a mozaikok már a képsorozatokat tartalmazó, tanító célzatú mozaikok példája. A középhajó falain eredetileg 42 négyszögletes alakú mozaikot helyeztek el, amelyek az Ószövetség történeteit ábrázolták, mára azonban csak 27 maradt meg közülük. A mozaikok élénk színekkel készültek, és itt alkalmazták először az alak és a táj közé helyezett arany alapot, ami az égi fényt jelképezte. A jelenetek egymásba folynak, ugyanaz a szereplő többször is feltűnik a kép egyes helyein, mintegy képregényszerűen folytatva a történetet. A diadalív mozaikján Krisztus gyermekkorának néhány jelenetét ábrázolták.
A későbbi ravennai, érett keresztény stílusú mozaikok Rómában is megjelentek, például a Szent Kozma és Damján-székesegyházban (Basilica dei Santi Cosma e Damiano, 526–534). Az apszis közepén Krisztus felhőkön áll, mellette Péter és Pál, valamint a templom névadói: Szent Kozma és Szent Damján állnak. A kép két szélén IV. Szixtusz pápa és Nagy (Szent) Tódor is feltűnik.

### Ravenna
I. Theodosius római császár halála után a fiai felosztották a Római Birodalmat, és a Nyugatrómai Birodalom fővárosa Róma helyett Ravenna lett. A mozaikművészet tovább fejlődött, és az itt készült művek jobban meg is maradtak az utókornak, mert a negatív történelmi események jobban elkerülték ezeket az emlékeket.

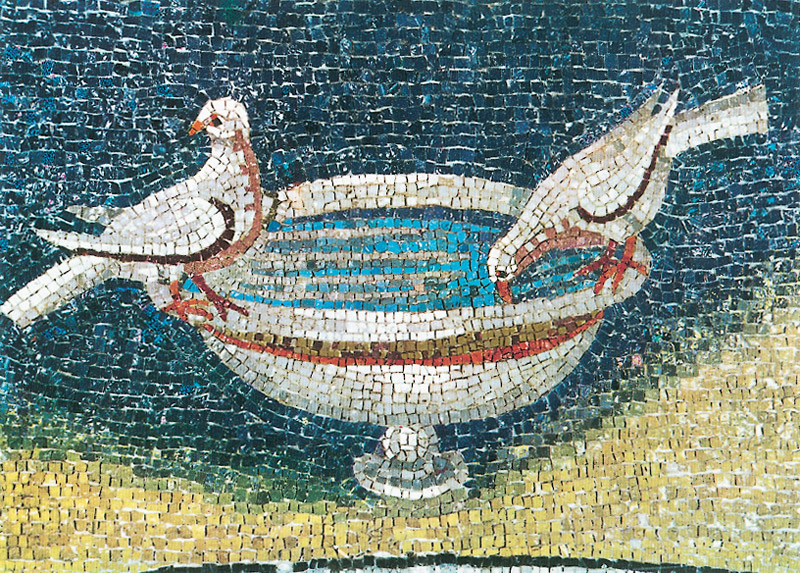
Galambok, Galla Placidia mauzóleuma

Galla Placidia mauzóleuma (Mausoleo di Galla Placidia) 440-ben épült fel, és a mozaikdíszek teljesen elborítják falait. A falakon szentek, próféták képei láthatók, a sarkokon evangélista jelképek, a kupolában aranycsillagos kék égen aranykereszt. Az oldalfalakon a jó pásztort és Szent Lőrinc mártíriumát ábrázolták. Természetesen feltűnik az ábrázoltak között maga Galla Placidia is. Kékben, aranyban fürdik minden, méltán ámulhattak a korabeli hívők.
Az Ortodox keresztelőkápolna (Battistero Neoniano) 458 körül épült, és szintén Galla Placidia nevéhez fűződik. A kupola mozaikdísze Jézus megkeresztelését ábrázolja, amely ábrázolásnak több érdekessége is van. Az egyik, hogy a Jézuson és Keresztelő Szent Jánoson kívül a Jordán folyó antik istene is jelen van, a másik pedig az, hogy Jézus meztelenül van ábrázolva. Körben kék alapon a tizenkét apostol áll. A külső sávban dekoratív díszítést alkalmazott a művész, amelyen oltárok, trónusok láthatók. Rendkívül hasonló az Ariánus keresztelőkápolna (Battistero degli Ariani) kupolamozaikja is, ami szintén Jézus megkeresztelését ábrázolja, szinte azonos módon. Itt az apostolok körben egy trónus mellett állnak, ornamentális sávok által közrefogott arany-sárga alapon. Ezt a kápolnát Nagy Theuderich építtette.

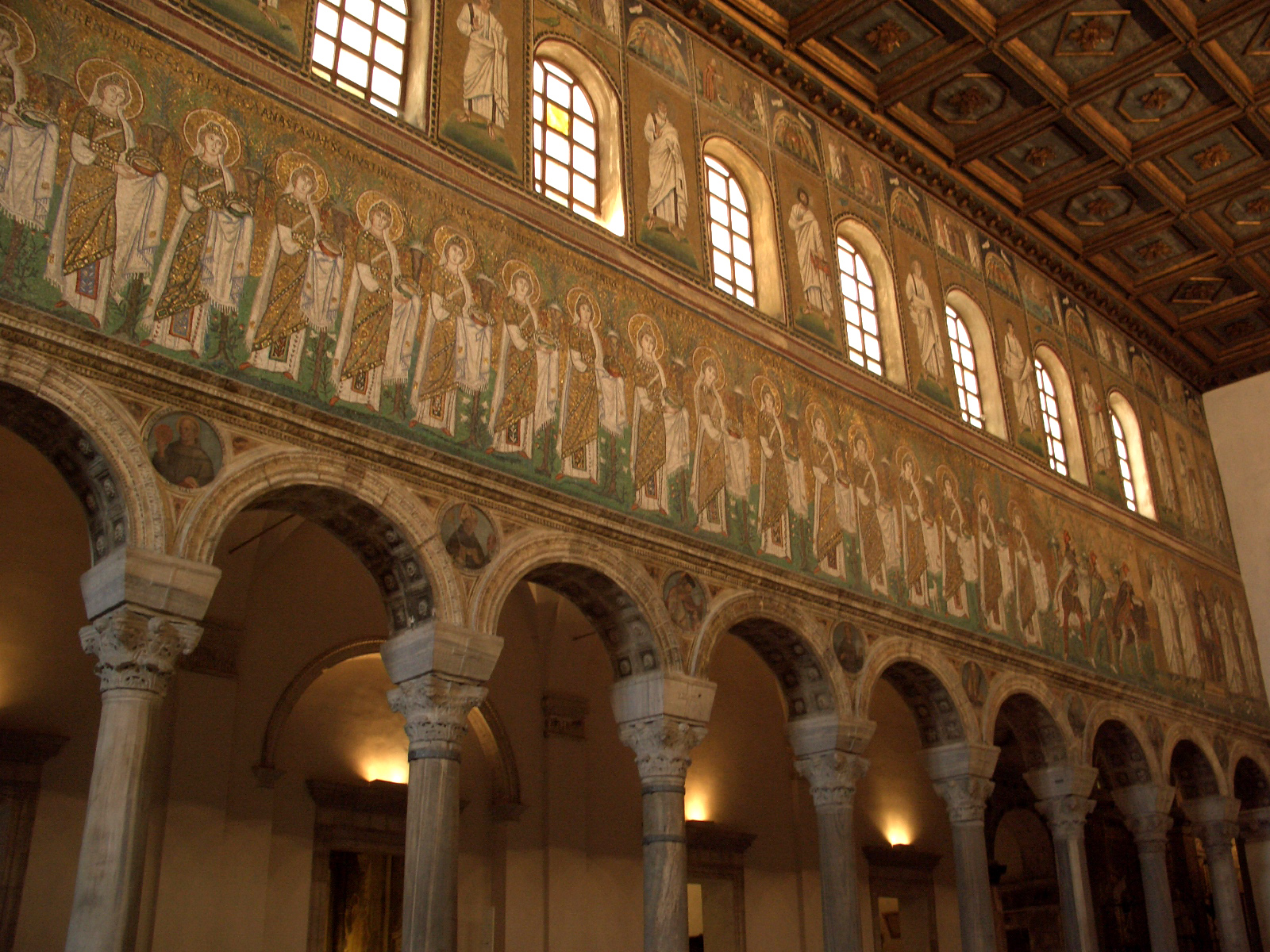
A Sant’Apollinare Nuovo-bazilika belső tere

A Theoderik-kori mozaikművészet legnagyszerűbb remekei az ariánus Sant’Apollinare Nuovo-bazilikában tekinthetők meg. A középhajó oldalfalait három sávban borítja a mozaikdíszítés. Az ablaksor fölötti sávban Krisztus csodái és kínszenvedései láthatók, az ablakok között 32 szent áll, az alsó sorban pedig – többek között – Theuderich palotáját és Ravenna kikötőjét, Classét ábrázolták. A közöttük elhelyezett mártírok és szüzek körmenete már I. Iusztinianosz idején készült, a 6. században. A menet a középen ülő Krisztus felé vonul. Jól megfigyelhető a templomban a két, eltérő korú mozaik stílusának különbsége, előbbiek realisztikusabbak, utóbbiakon pedig figyelemre méltó a szinte teljesen egyhangú ábrázolás, az azonos beállítások, a természettől való eltávolodás.

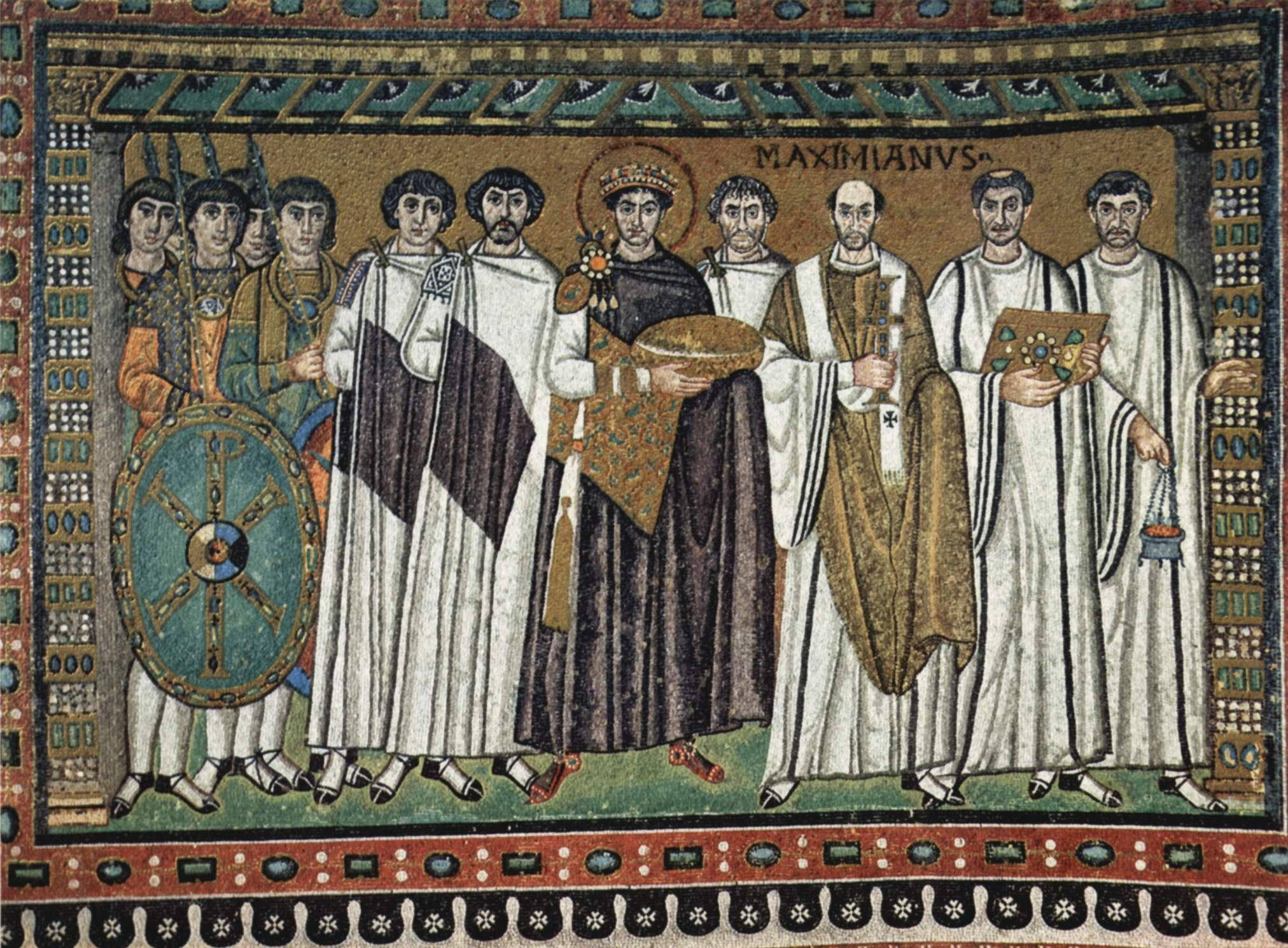
Justinianus és Maximianus püspök, Ravenna, San Vitale-székesegyház

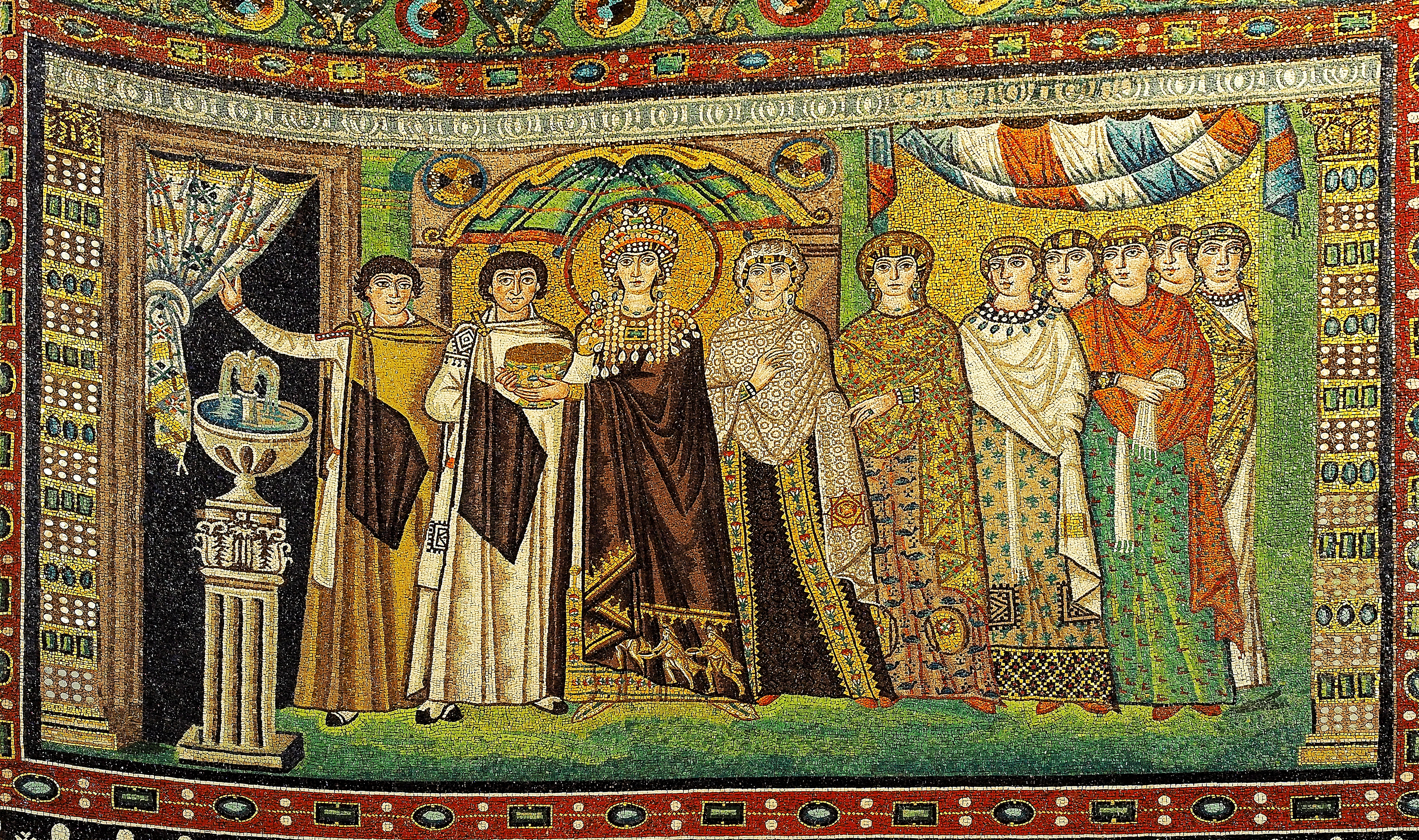
Theodóra császárné csoportja, Ravenna, San Vitale-templom

Az érett ravennai keresztény mozaikok legszebb példái a San Vitale-templom falait díszítik. Sajnos mára a mozaikok jelentős része megsemmisült, korábban minden felületet mozaikok takartak, most csak a középtértől jobbra, a presbitériumban és az apszisban láthatóak a mozaikdíszek. Művészettörténészek ezeket a mozaikokat tartják a műfaj csúcsának, amivel a mozaikművészet elszakadt az ókeresztény stílustól, s lényegében kialakult a kora középkor mozaikstílusa. Ezt követően már csak szükségszerű hanyatlás következhetett. A templomot az 500-as évek első felében, I. Justinianus idején építették, és Maximianus érsek szentelte fel. A szentély félkupoláján lévő mozaikon Krisztus ül a világot jelképező kék gömbön, szakálltalan ifjú arcát dicsfény övezi, körülötte szentek és angyalok állnak. A ruháján látható Z betű jelentése bizonytalan. Két oldalt láthatók a híres Iusztinianosz- és Theodóra-mozaikok. Az egyiken Justinianus látható bizánci és ravennai kíséretével, köztük Maximianusszal, aki Ravenna érseke volt. Feltűnő a főalakok arcának realisztikus ábrázolása: Iusztinianosz napsütötte arca láttán állítólagos illír paraszti származására gondolhatunk, Maximianust elnézve pedig az a benyomásunk, hogy valóban így nézhetett ki. 

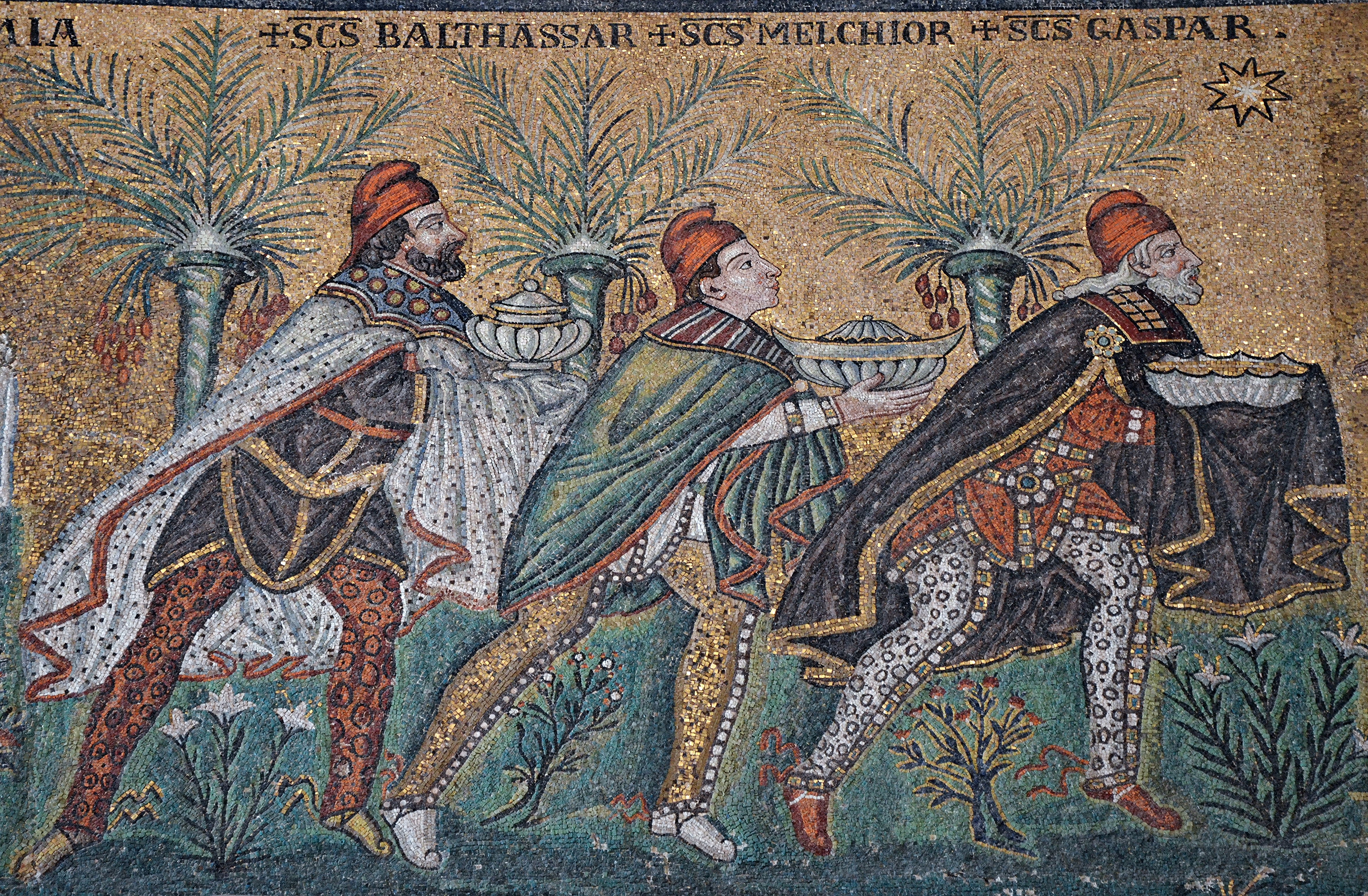
A három király imádása a ravennai San Apollinare Nuovo bazilika mozaikján

Az alakok sorában érdekes, hogy senki nem emelkedik ki a többi közül, mindenki egyforma magas, sőt – bár nem középen áll – mintha Maximianus lenne a fontosabb szereplő, de azért mégis a császár fején van a korona, feje körül pedig dicsfény. A férfiakat ábrázoló mozaik súlyosságához képest egészen más a szemközti oldalon lévő Theodóra-mozaik, amely ragyogó fenségességet, előkelő finomságot mutat. Theodóra finom művű aranyserleget tart a kezében, egyik kísérője segítségével. Theodóra arca halovány, vonásai fejedelmiek, mint aki „tud viselkedni”, nem véletlenül, korábban színész-táncosnő volt. Ő magasságban is kiemelkedik környezetéből. A templom többi mozaikjai közül kiemelendő Ábel és Melkizedek, valamint az Ábrahám Izsák-áldozatát bemutató képek.
Ravenna fontos mozaikemlékei közül mindenképpen szólni kell még a Sant’Apollinare in Classe templom díszeiről. Az apszismozaik ugyanabban a stílusban készült, mint a San Vitaléé: Szent Apollinaris Krisztus bárányai között áll zöld mezőn, fölötte arany égbolt és aranycsillagos kék égbolton aranykereszt. A templom többi mozaikja mind elpusztult. További jelentős emlékek lehettek a Basilica Ursiana falain, ám ezek erősen töredékes állapotban maradtak fenn. Az azért megállapítható, hogy ezzel a ravennai mozaik eljutott a középkori mozaikművészethez.

### Bizánc

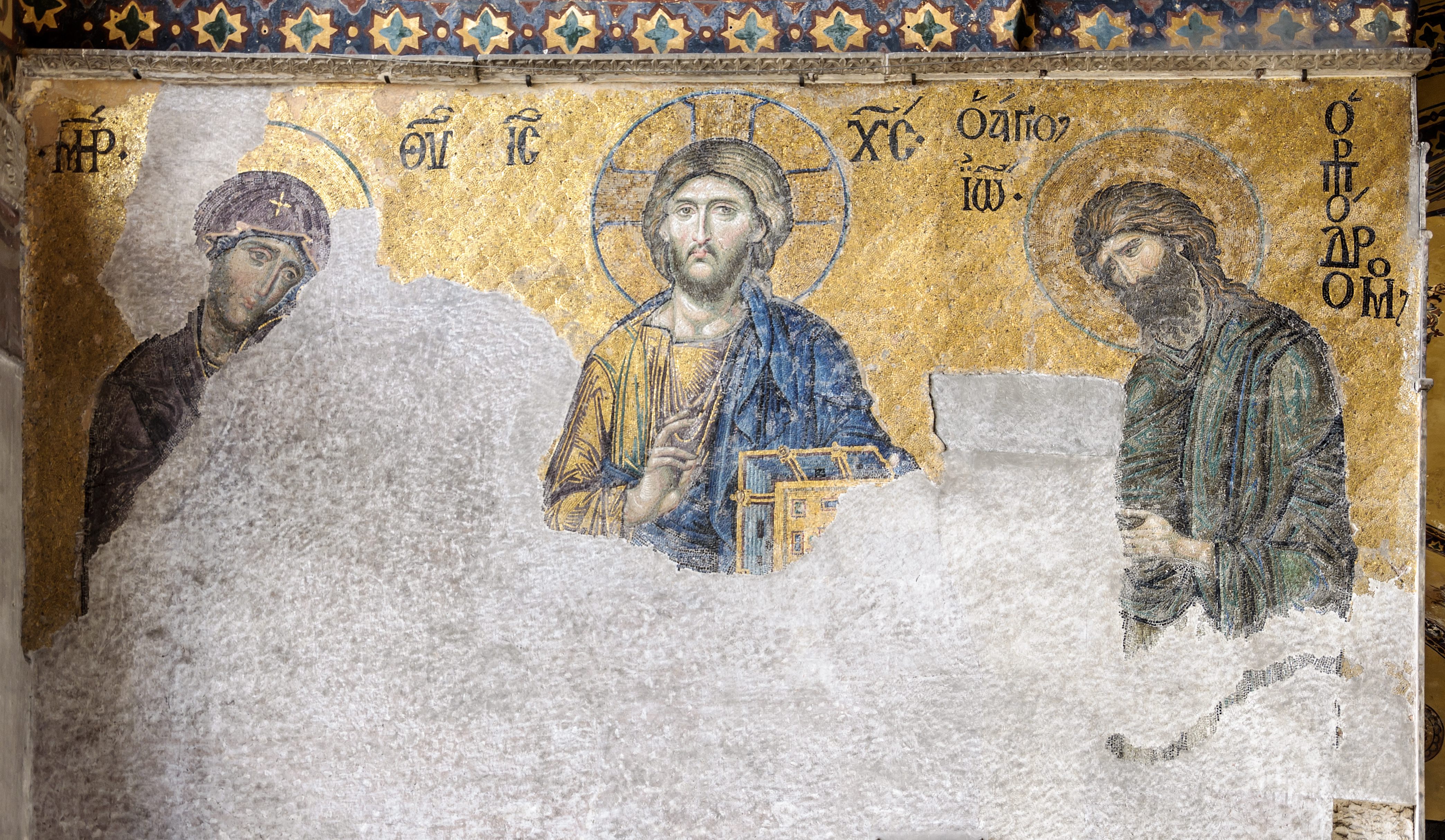
Krisztus, Mária és Keresztelő Szent János, Hagia Szophia

Nagy Konstantin 330-ban alapította meg a Bizánci Birodalom fővárosát, Konstantinápolyt (eredeti neve Nova Roma volt). A város kezdeti éveiből nincsenek művészeti emlékek, a képrombolók sikerrel tevékenykedtek, de megtették hatásukat a háborúk és a természeti csapások is. A korabeli leírások pedig ámulattal szóltak a Hagia Szophia mozaikjairól, mint például Paulosz Szilentiariosz hexameterben írt, több mint ezersoros költeménye. Egy részlet: 
„Még mielőtt a csiszolt mozaik ragyogása kitűnnék, finom kis köveket szőtt össze kezével a vésnök, s vélük … a falakra középütt szarvakat is rajzolt, füzérrel s őszi gyümölccsel, lombokat és kosarat, majd végül szerte az ágra megpihenő madarat; s ím a szarvak hajlatain túl szép arany indákkal fut körben kúszva a szőlő… Ily gyönyörű csarnok fut körben e nagyszerű házban. Fönn a sudárnyakú oszlopokon s az előre kiugró kőláb árnya alatt … frissen kúszik elő az akantusz dús szövevénye, színarany … Lenn a Prokonnészosz hegye vonja be végig a padlót, életadó úrnőnknek örömmel nyújtva a hátát, s enyhén csillan elő … a Boszporosz éke…”
Itt kell szólni a képrombolók tevékenységéről, illetve indíttatásukról. A kereszténységben korábban sem volt idegen a képi ábrázolásokkal szembeni idegenkedés. Gondoljunk csak a mózesi parancsolatra: „Ne csinálj magadnak faragott képet, ne imádd és ne tiszteld azokat!” A Iusztinianoszt követő, a birodalom keleti részeiből származó császárok erre hivatkozva tiltották be a képek elhelyezését a templomokban. Először III. Leó használt ki egy adódó alkalmat – állítva, hogy egy 726-os földrengés Isten büntetése volt –, és parancsot adott a város figurális ábrázolásainak elpusztítására. A képeknek azonban komoly és tekintélyes védelmezőik is akadtak, mint például a korai egyházatya Nüsszai Szent Gergely, aki szerint a kép az egyházi tanítás eszköze. Azt mondta: „Bár néma a templomok falán, mégis sok és hasznos dologról beszél nekünk a kép”. Rá is hivatkozva Damaszkuszi Szent János azzal érvelt, hogy Istent ugyan valóban nem lehet ábrázolni, mert felfoghatatlan és láthatatlan, ám fia emberré lett, és őt lehet és kell is ábrázolni, ráadásul a hódolat nem a képnek szól, hanem annak, akit ábrázol. Egyetemes (és fél-egyetemes) zsinatokat hívtak össze a kérdésben, amelyek mindig az aktuális császár kedve szerinti döntéseket hoztak. A képrombolás egészen 797-ig tartott, ekkor Eiréné császárnő, aki a kiskorú VI. Konstantin társuralkodója volt, megszüntette a képrombolást. Őt azonban 802 augusztusában száműzték, és V. Leó idején ismét fellángolt a képrombolás, de ekkoriban már a közvélemény is a képtisztelők pártjára állt. Így véget ért a művészettörténet e sajátos korszaka, ami alatt a bizánci szobrászat gyakorlatilag kihalt és a mozaikművészetre is kedvezőtlen hatással volt, minthogy vallásos témájú alkotások nem születhettek. Az utolsó képromboló császár Theophilosz (829–842) volt.

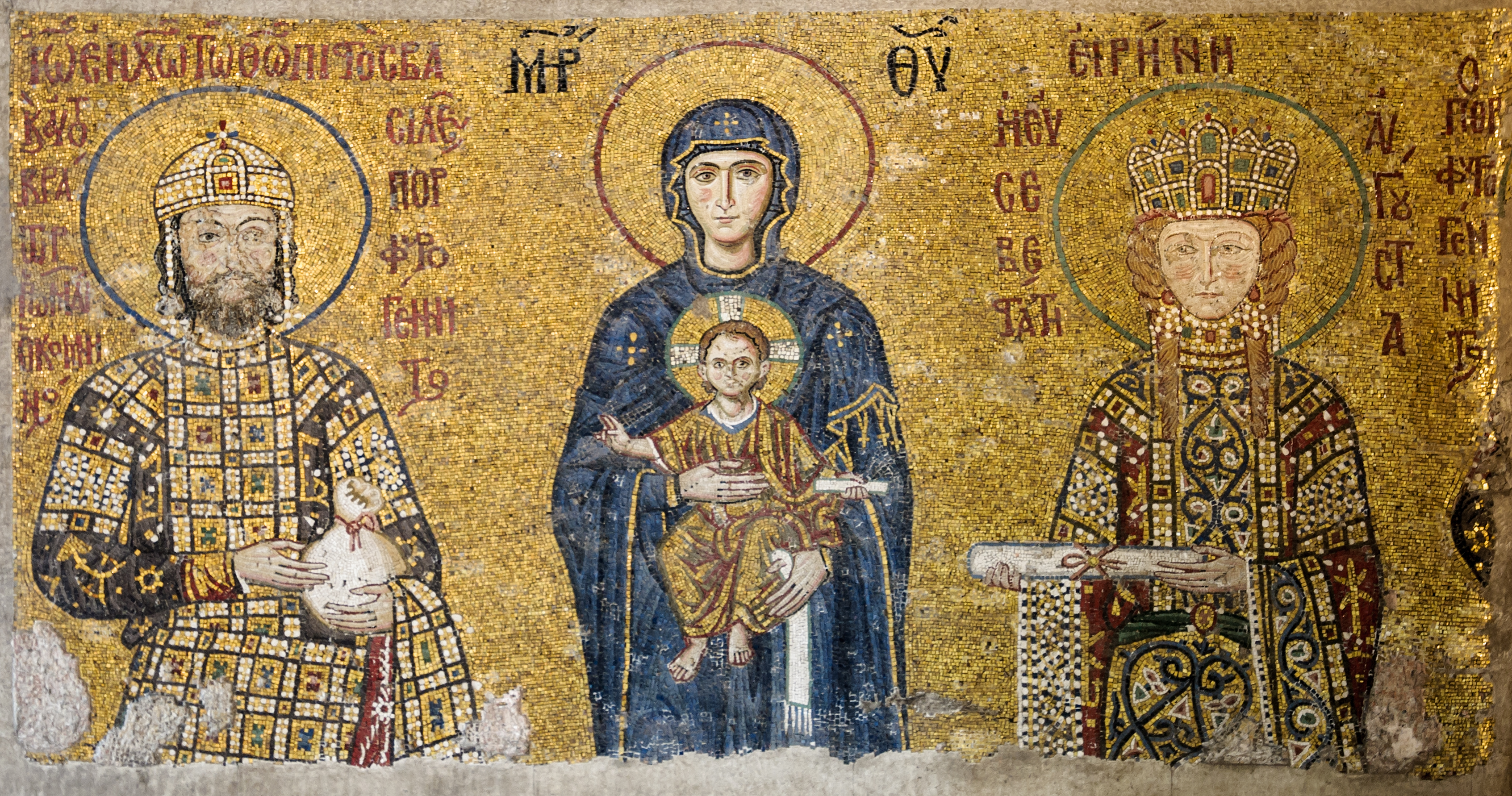
Szent Piroska férjével, II. Ióannésszel, a Kis Jézust tartó madonna két oldalán

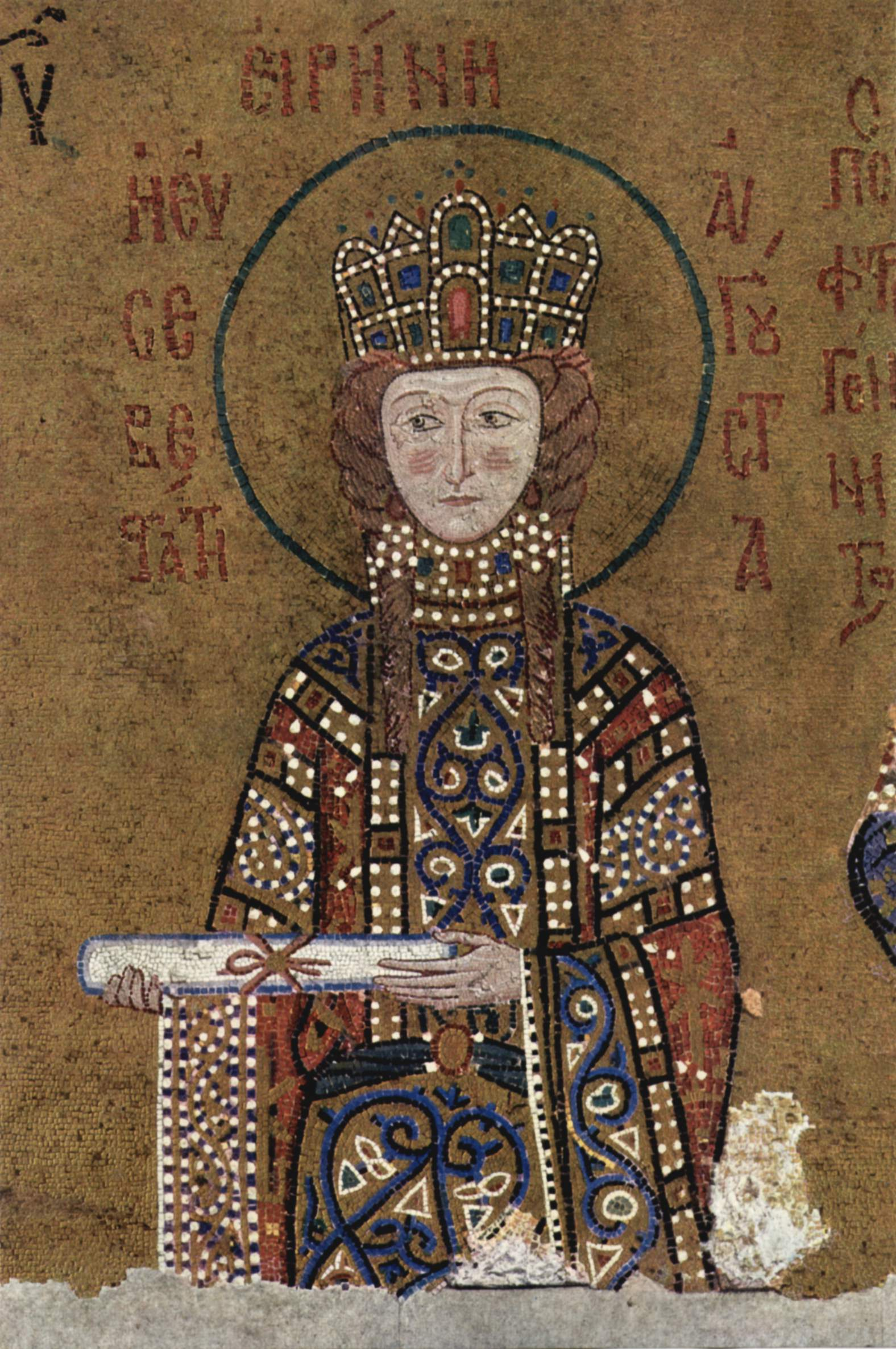
Eiréne baszilissza a Hagia Szophia mozaikjáról

A pusztítások ellenére, a Iusztinianosz-kor kisugárzása révén – mint láttuk – Ravennában maradtak bizánci hatást magukon viselő mozaikok. Konstantinápolyban az új művészi fellendülés időszakát I. Baszileiosz uralkodásától lehet számítani. A császár helyreállíttatta a 869. évi földrengés során megrongálódott Hagia Szophia székesegyházat és mozaikokkal díszítette. Ezeket később, a török időkben (1453) levakolták, mert a muszlim hit nem tűrte az emberi alakok ábrázolását, ám 1934-ben néhány mozaikot kiszabadítottak. Például azt is, amelyiken VI. León térdel Krisztus lábai előtt. A medaillonképeken Mária és a templom védőangyala látható. Az alakok ruházatának gazdagsága, a sajátos vonaljáték és a síkszerű, ám dekoratív ábrázolás a bizánci művészet legfőbb jellegzetességei közé tartoznak. Egy másik mozaikon II. Ióannész császár és Eiréné császárné hódolnak a Madonna és a Gyermek előtt. Számunkra azért is érdekes a kép, mert Eiréné (Piroska) Szent László királyunk lánya. A gazdag aranyalapra helyezett alakokon ebben az esetben is megfigyelhető az előbbiekben említett stílusbeli jellegzetesség (ruhák, síkszerűség). A Hagia Szophia egyik legszebb, bár megrongálódott mozaikján a trónoló Krisztus mellett Mária és Keresztelő Szent János áll. A mozaikon az egyik legkifejezőbb Krisztus-ábrázolással találkozunk.

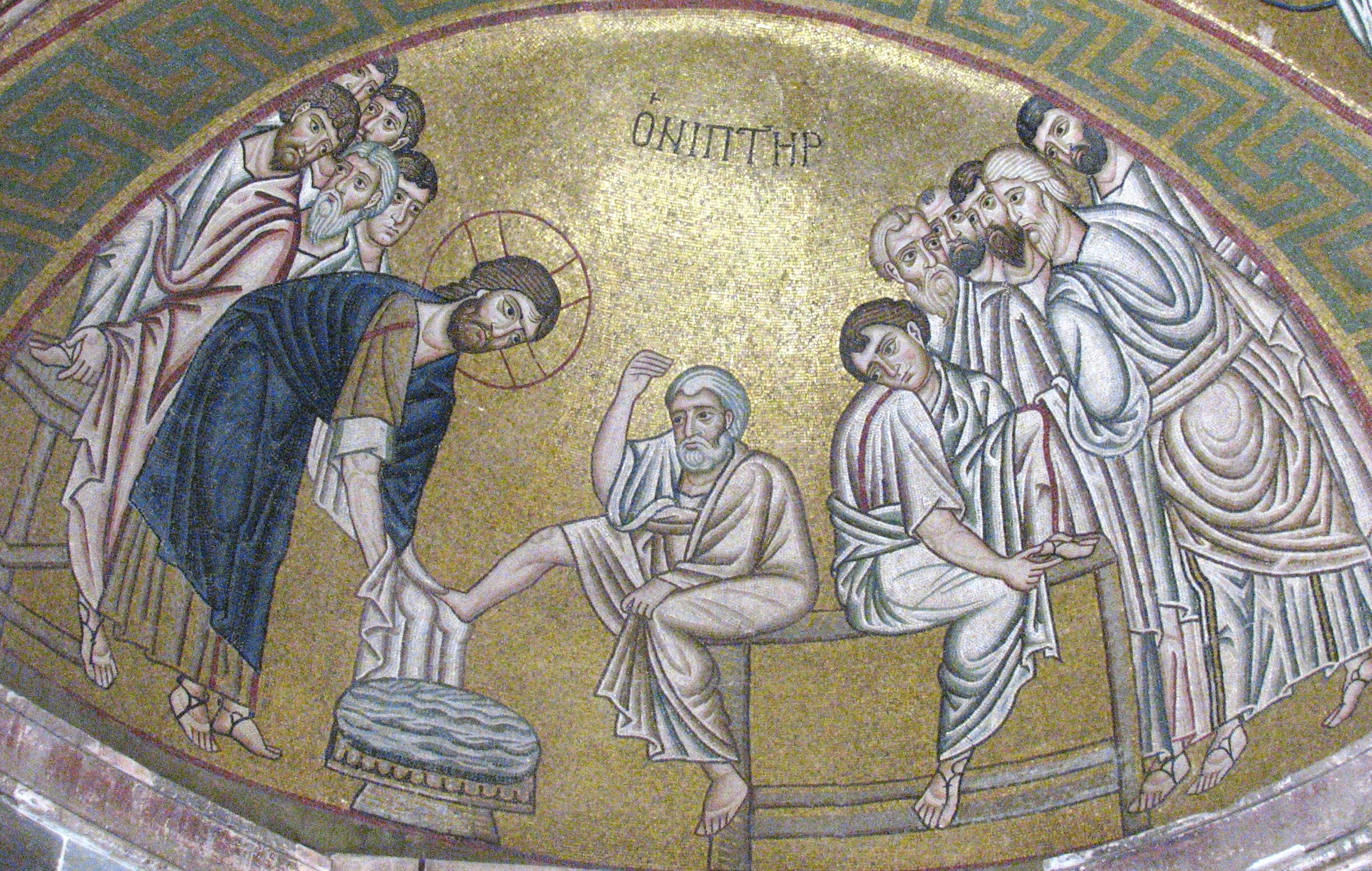
Krisztus megmossa az apostolok lábát, Hosziosz Lukasz-kolostor

A bizánci stílusú mozaik másik fontos lelőhelye a phokiszi Hosziosz Lukasz-kolostor. A kupola közepén a Megváltó trónol, az ablakok között pedig a tizenkét apostol áll. Az oltár fölötti kupolában a Szentlélek eljövetelét ábrázolták, egyéb boltozatokon a kereszténység nagy ünnepei láthatók, az előcsarnokban pedig – többek között – a „Lábmosás” jelenetét helyezték el. Ezek a mozaikok a 9. század első feléből származnak, és jól megfigyelhető rajtuk az addigra kialakult bizánci ikonográfiai sorrend, ami szerint az egyes jeleneteknek, szereplőknek mindig a templom meghatározott helyén kell lenniük.
Az első olyan templom, ahol ez a – szinte kötelezővé vált – ikonográfiai sorrend kialakult, I. Baszileiosz Új temploma volt. A templom sajnos megsemmisült az 1453-as ostrom során, de leírásokból ismert a mozaikciklus elhelyezése. A főkupolában volt Krisztus Pantokrátor mellképe, az apszis félkupolájában pedig az Istenanya a gyermek Jézussal. Az oldalfalak felső részén Krisztus életének jeleneteit, a kupolát tartó részeken pedig további bibliai jeleneteket helyeztek el. A falak alsó részén (ebben a templomban itt nem voltak ábrázolások) a fontosabb szentek felsorakoztatása következett. Így állt össze a templomi ábrázolások szerves egysége, átgondolt rendje, ami ezután a bizánci stílusú mozaikok elhelyezésére jellemző lett: a kupolákból a mennyei tekintet kíséri a látogatót, az alsó részen elhelyezett szentek sora pedig közvetítő szerepet töltött be a föld és az ég között.

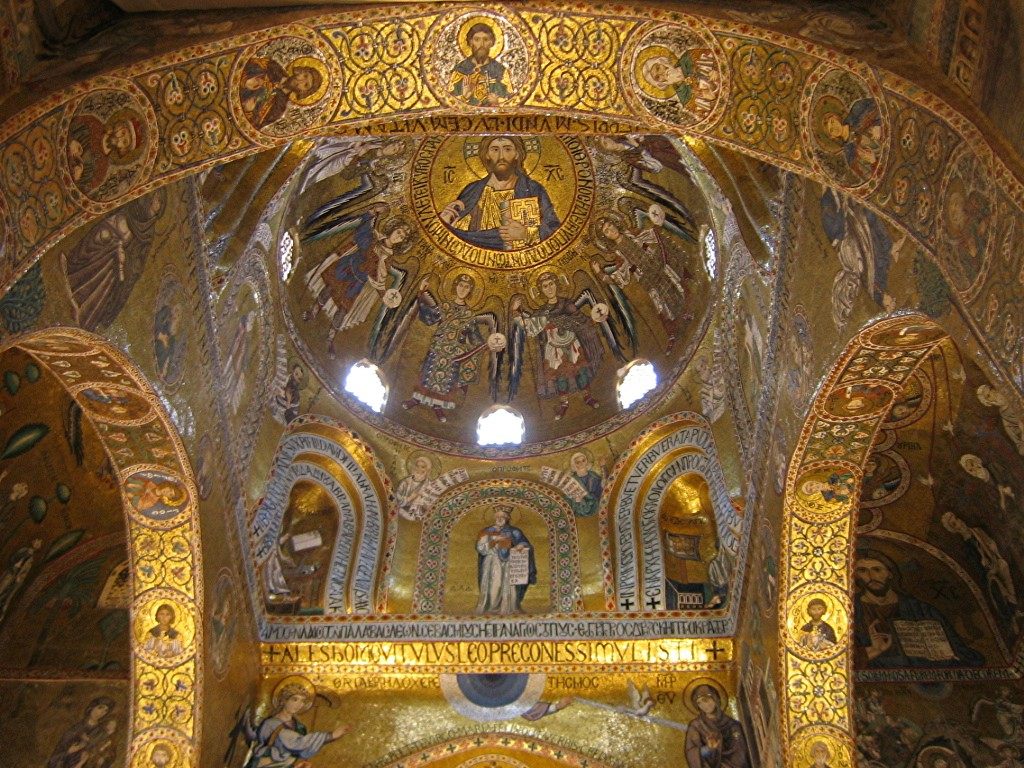
Templombelső, Cappella Palatina, Palermo

Talán meglepő, de a legtöbb jelentős bizánci stílusú mozaik Szicíliában maradt fenn. Szicíliát szoros gazdasági, politikai kapcsolat fűzte a Keletrómai Birodalomhoz, így a művészi kapcsolatok is szorosabbak voltak. A királyi építkezésekhez II. Roger szicíliai király hívott be görög művészeket, ők kezdték el 1143-ban a Királyi kápolna (Cappella Palatina) kupolájának a díszítését. A mozaikok teljesen elborítják a templom minden felületét, minden aranyban csillog. A főhajó mozaikjait már helyi palermói és velencei mesterek rakták 1154 és 1166 között, ennek megfelelően a stílusuk is eltér némileg a görögök által készített mozaikokétól. Sőt, az is megfigyelhető, hogy a korábbi „merev” stílus oldódni látszik, a mozaikok mozgalmasabbak, a szereplőket korabeli ruhákba öltöztették, a háromkirályok például normann lovagi öltözetben jelennek meg. A mellékhajók mozaikdíszítései Péter és Pál életének jeleneteit ábrázolják, ezek ismét újabb stílust és szándékot képviselnek: a görög kötöttségektől való elszakadás igényét. Ennek megfelelően a Cappella Palatinában a bizánci mozaikstílus három korszaka is jelen van.
Monreale nem messze van Palermótól, a monrealei székesegyház (Cattedrale di Monreale) mozaikdísze hasonlít a palermóihoz, de nagyobb attól. A több ezer négyzetméternyi mozaikfelületet a 12. század elején kezdték rakni, és nemzedékek dolgoztak rajta. Minden négyzetcentimétert mozaik díszít, még az oszloppilléreket is. Az apszis félkupoláján az áldó Krisztus hatalmas képe látható, alatta a Madonna, szentek, angyalok, szigorú ikonográfiai sorrendben. A képeket körülölelő frízeken az iszlám hatását lehet felfedezni, az egész megjelenés pedig feltehetően II. Vilmos király egyéni ízlését tükrözi.

### Velence

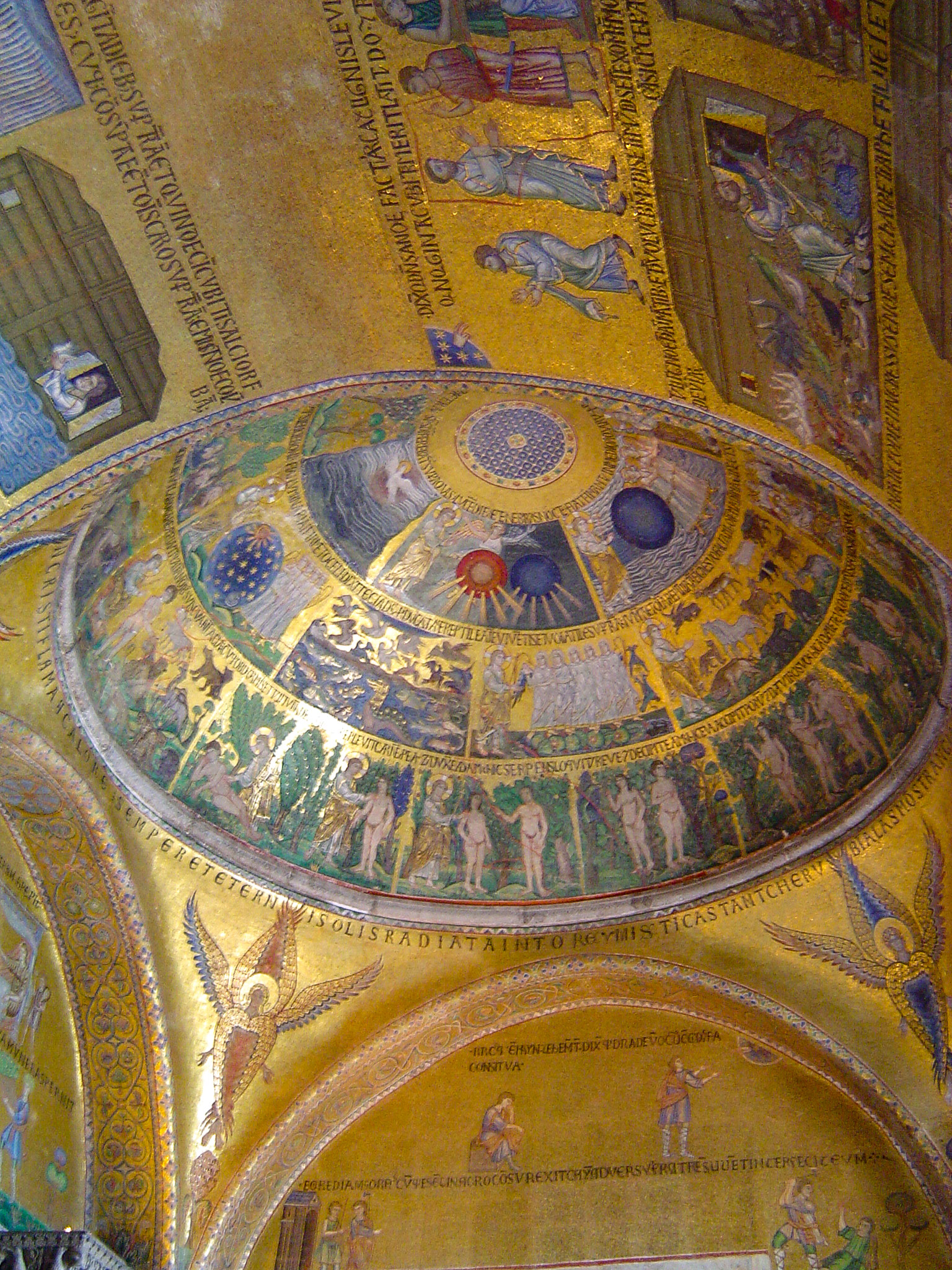
A Teremtés könyvének jelenetei a Szent Márk-bazilikában

A 11–12. századtól a mozaikkészítés központja egyre inkább Velence lett. A Szent Márk-székesegyház (Basilica di San Marco) a 11. században épült egy korábbi, leégett templom helyén, és ennek díszítése lett a mozaikművészek feladata. A munka természetesen hosszú ideig, gyakorlatilag több száz éven át tartott (a 19. századig). A templom építészeti rendszere közel áll a Hagia Szophiáéhoz, és az első mozaikjai is bizánci hatásokat mutatnak. Természetes azonban, hogy mivel a díszítés sokáig tartott, számos stílusváltozattal, lehet mondani, eklekticizmussal találkozunk. Valószínű, hogy a mozaikokat helyi mesterek rakták, és az is valószínű, hogy az első mozaikok görög művészek kartonjai alapján készültek.
A San Marco külső mozaikjai a kapuk fölötti félköríves mezőkben helyezkednek el, és Szent Márk ereklyéjének a történetét dolgozzák fel. Jobb oldalról az első, 17. századi mozaik Szent Márk holttestének hajóra szállítását, a következő (18. század) a Velencébe való megérkezést ábrázolja. A nagyméretű középső mozaik 1836-ban készült, témája az utolsó ítélet. A negyedik mozaikon a velencei elöljárók, a dózse és a szenátorok hódolnak a relikvia előtt; ez az alkotás 18. századi. Az ötödik kapu feletti mozaik korban a legfiatalabb: a 13. században rakták, és a szent holttestének a bazilikába való szállítását ábrázolja.
A székesegyházban a kórus mozaikképe az utolsó ítéletet, az előcsarnok mennyezetmozaikjai pedig az Ótestamentum történeteit ábrázolják. A mozaikok a 11–13. századból valók, ábrázolásmódjuk ennek megfelelően kissé naivnak tűnhetnek, ám mégis igen erőteljesek. A templombelső mozaikjának stílusán észrevehető készítésüknek időbeli eltolódása, de ez a stílusgazdagság nem bántó, sőt sajátos egységben jelenik meg. Ezek a mozaikok az Újszövetségből merítik témájukat, mintegy 4200 négyzetméternyi felületet borítanak be. A bal oldali kereszthajó mozaikja Keresztelő Szent Jánost ábrázolja, a jobb oldalhajóból nyíló keresztelőkápolna mozaikja Krisztus életével és halálával foglalkozik.

### Nyugat- és Közép-Európa
Európa más területein is születtek fontos mozaikok, amelyek a görög-itáliai ismeretek felhasználásával készültek, nem ritkán onnan származó mesterek közreműködésével. Azonban e mozaikok közül sokat csak korabeli leírásokból ismerünk, nagy részük megsemmisült a történelem viharaiban, vagy egyszerűen „korszerűbb” stílusúra cserélték őket. Tudjuk, hogy Nagy Károly aacheni palotakápolnájában remek, a korai keresztény római mozaikokra emlékeztető alkotások voltak, ám a kápolna egy 1650-es tűzben teljesen megsemmisült. Azt is tudjuk, hogy Desiderius apát a montecassinói bencés kolostor díszítéséhez bizánci mestereket kért fel. Az aacheni katedrális mozaikjai jóval később készültek. A karoling mozaikra mégis találunk példát, mégpedig Germigny-des-Prés templomának szentélyében, a frigyláda történetét ábrázolja. A templomot Theodulf, Orléans püspöke építtette 805 körül. A remekmívű mozaikot 1820-ban fedezték fel egy vakolatréteg alatt. A limoges-i Szent Martial apátsági templomban is gyönyörű mozaikokról írnak, de ez is megsemmisült a francia forradalom idején. Az 1960-as években fedezték fel, hogy az altemplomban mégis megmaradt egy mozaiktábla, amit a feltáráskor a 9. századra datáltak. Érdekes, hogy az alkotást vegyes anyagokból készítették, az arany felületet üvegszemekből, a zöld színű részeket mélyzöld márványszemekből rakták. Szintén a 9. századból származó mozaikokat találtak Saint-Quentin katedrálisában, amelyek antik témákat ábrázoltak, némiképp visszafogott színvilággal. Ez a templom az első világháborúban sérült meg erősen. A lyoni Szent János-katedrális mozaikjai a 11. században készültek, Poitiers-ben pedig 6–11. századi mozaikmaradványokra leltek.
A székesfehérvári királyi bazilikát I. István építtette (1003–1038), ennek mára csak a romjai maradtak fenn (romkert). A templom – korában nevezetes – apszis-mozaikját feltehetően velencei, esetleg ravennai mesterek készítették, akiket István hívott be. A prágai Szent Vitus-székesegyház Arany kapuja 14. századi, az utolsó ítéletet ábrázoló mozaikról kapta a nevét, ezt is velencei mesterek rakták.
2003-ban mozaikpadló maradványok kerültek elő Romániában, Arad közelében, Szépfalu (Frumuşeni) községben. A mozaikra a korábbi római katolikus kolostor romjai között találtak rá, valódi és képzelet szülte állatokat, növényeket, dekoratív mintázatokat látni rajta.

### A keresztény Kelet

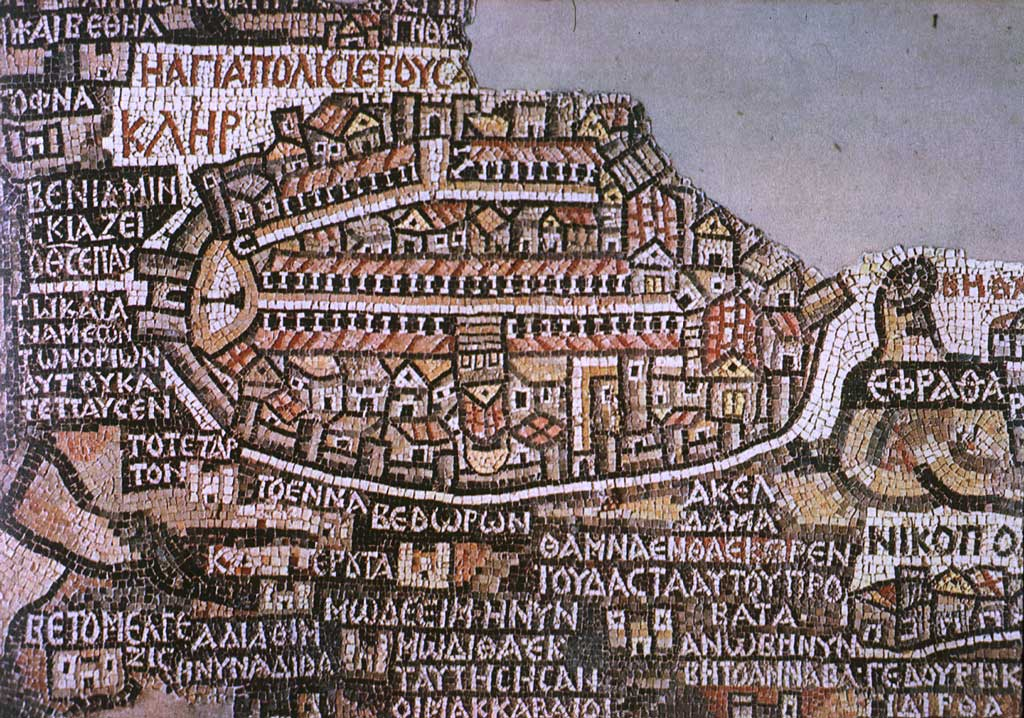
Jeruzsálem térképe, a mádabai mozaik részlete

A Keletrómai Birodalom keleti tartományai megörökölték az anyaország művészi hagyományait. Itáliához és Konstantinápolyhoz hasonlóan, a szíriai és egyiptomi területeken is mozaikokkal díszítették a templomokat és más vallási helyeket az 5. század és a 8. század között. Ezeknek a mozaikoknak a jelentős része megsemmisült, de feltehetően sokuk még felfedezésre vár. A régészek számos mozaikot találtak meg és tártak fel ezeken a területeken, némelyiket jó állapotban.
Az egyik legrégebbi és kétségtelenül legfontosabb mozaik Mádabában, az egykori Szent György-templom romjai között került elő, Jordániában. A padlómozaik 542 és 570 között keletkezett, és egy komplett, feliratokkal ellátott térképet ábrázol kelet-nyugati tájolással, Libanontól a Nílus-delta északi részéig, valamint a Földközi-tengertől az Arab-félszigetig, rengeteg információt adva a kutatóknak (például több más templomot ez alapján találtak meg és innen tudták meg azt is, hogy Jeruzsálem északi kapuját miért hívták az Oszlop kapujának: a térkép szerint előtte egy oszlop állt). Eredeti mérete 21×7 méter volt, mai mérete 15×5 méter, és több millió tesszera mozaikszemből áll. A térkép közepén Jeruzsálem térképe látható, részletes topográfiai információkat adva a korabeli városról. A mozaik a szigorúan vett földrajzi ábrázoláson kívül állatokat, növényeket, halászcsónakokat, hidakat stb. is mutat. A bizánci mozaikművészet egyik legkorábbi példáját 1933-ban a jordániai Nébó-hegyen találták meg, egy 6. században épült templomegyüttesben. A hely zarándokjáró hely volt, a hagyomány szerint itt halt meg Mózes. A meglepő épségben előkerült padlómozaik mérete 9×3 méter, 530-ban készült. Vadász- és pásztorjeleneteket ábrázol, bemutatja a térség állat- és növényvilágát is.

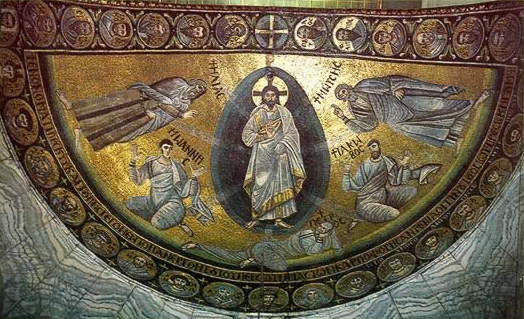
Jézus átváltozása, Szent Katalin-kolostor

A Justinianus-kori mozaikok szép példát találjuk a Sínai-hegyen lévő Szent Katalin-kolostorban. Két képen Mózes történetei láthatók, míg az apszisban Jézus átváltozását ábrázolták fénylő arany háttéren. A képet körülölelő sávban medallionokat helyeztek el, amelyekben apostolok és próféták sora helyezkedik el.

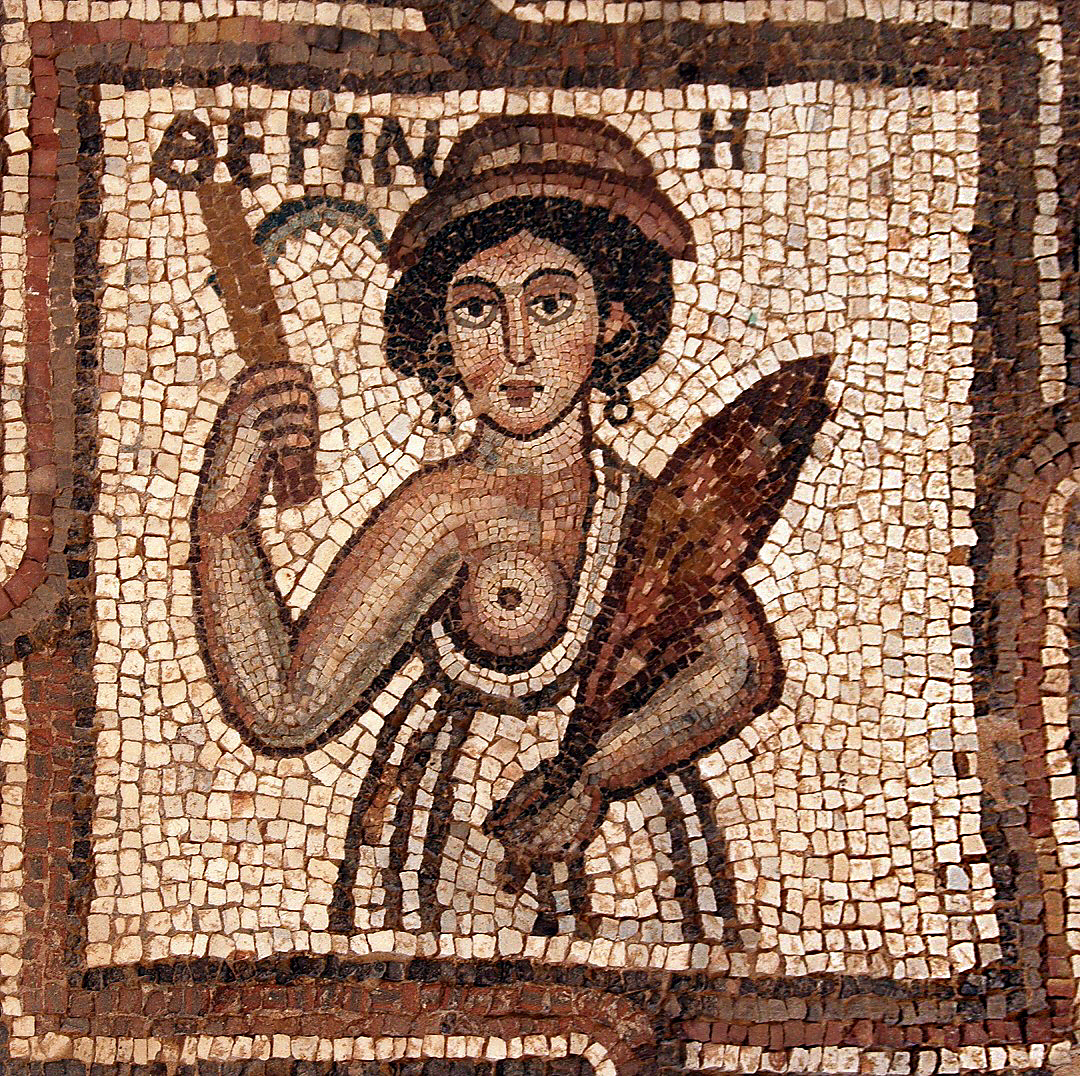
Mozaik a petrai bizánci templomból

Valószínűleg Jeruzsálemben volt a legtöbb olyan templom, amelyekben fontos mozaikdíszek voltak láthatók, ezek nagy része azonban tönkrement, lerombolták. A megmaradtak között nevezetes az a mozaik, ami 1894-ben került elő a Damaszkuszi kapu közelében. Ez az alkotás látványosan megrajzolt szőlőültetvényt ábrázol, közte pávákkal, kacsákkal, gólyákkal, galambokkal és más madarakkal. Az ábrázolás ellenére a helyiség feltehetően temetkezési kápolna volt. A Júdeai-sivatagban működő szerzetesi közösség is mozaikokkal díszítette a Mártírok kolostora padlózatát. A kolostort az 5. század végén építették, és az 1982-től 1985-ig tartó régészeti munkálatok során egy ép állapotban lévő mozaikot tárták fel a refektóriumban, ami látványos rajzolatú, geometrikus mintájú padlómozaik volt.
A mozaikművészetnek Petrában is szép emlékei maradtak. Petrában három bizánci templomot találtak, a legfontosabbat 1990-ben tárták fel. Falait egykor arany színben fürdő mozaikok díszítették, ám napjainkra csak a padlómozaikok maradtak meg, az 5–6. századból. Ezek egyike különböző létező és mitológiai állatokat és növényeket ábrázol, közöttük keretben helyezkednek el az Évszakokat, az Óceánt, a Földet és a Bölcsességet megszemélyesítő alakok, például a kezében sarlót és halat tartó nőalak.

### Ortodox területek

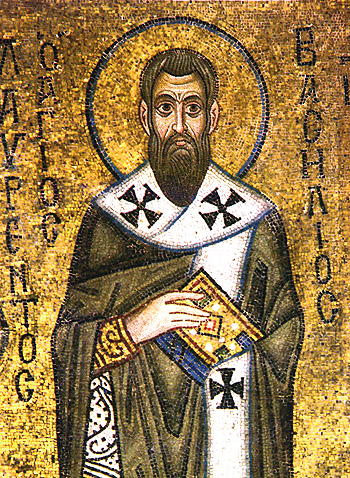
I. Jaroszláv kijevi nagyfejedelem, Szent Szófia-székesegyház, Kijev

A korabeli Oroszország Bizánctól örökölte a mozaikkészítés tradícióit. Bölcs Jaroszláv kijevi nagyfejedelem hatalmas templomot építtetett Kijevben, a Hagia Szophia mintájára. A Szent Szófia-székesegyházat bizánci mesterek dekorálták 1037 és 1046 között, akiket IX. Kónsztantinosz bizánci császár küldött Kijevbe a nagyfejedelem kérésére. A legfontosabb felületek tobzódtak az aranyban, a kupolában a Pantokrátort ábrázolták, angyalok kíséretében. Az ablakközökbe az apostolok és a négy evangélista képét helyezték el, az apszist Theotokosz (Mária, Isten anyja) képe uralja. Az ábrázoltak közül természetesen nem hiányozhatott maga Jaroszláv sem. Ugyancsak kijevi a másik említésre méltó templom, a Szent Mihály-kolostortemplom, az „aranykupolás”. Ezt II. Szvjatopolk építtette (1108). Az itteni mozaikok is bizánci mesterek munkája volt, amelyek nagy része elpusztult a szovjet időkben, de néhány tábla megmaradt. Kisebb méretű mozaikok vannak a Velikij Novgorod-i Szent Szófia-székesegyházban is, de a templomra inkább a freskódíszítések a jellemzőek, mert általában a 12. század után már szinte kizárólag falfestményeket alkalmaztak a templomok díszítésére.

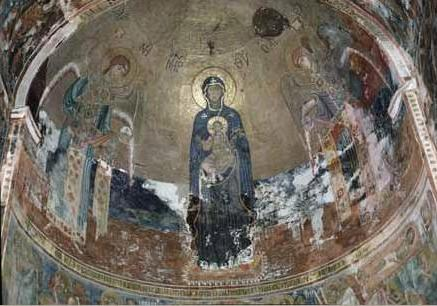
Apszismozaik, Gelati

A grúziai Gelati-kolostortemplom építése 1130 körül fejeződött be, és ekkor kezdték a mozaikdíszítést. Ezeket is bizánci mesterekkel rakatták, amelyekből sajnos csak töredékek maradtak fenn. Az egyiken, az apszis félkupolájában Theotokosz-ábrázolás látható két arkangyal kíséretében. Az itteni mozaikok arról tanúskodnak, hogy a Bagratida-dinasztia uralkodói – legalábbis templomaik díszítését illetően – Konstantinápollyal akartak vetélkedni. Ez a mozaik gyakorlatilag az egyetlen nagyméretű mozaik Grúziában, de részek, töredékek fennmaradtak máshol is, például abház területen, a picundai katedrálisban. A megsemmisült 6. századi mozaikpadló római minták alapján készült. A Cormiban fennmaradt mozaiktöredék 7. századi, és a központi Krisztus alakon kívül grúz szövegeket is tartalmaz.

## Zsidó mozaikok
Római és bizánci hatásra a korai zsinagógákat is mozaikokkal díszítették. Ezekre Galileában és Júdeában fedeztek fel szép példákat.

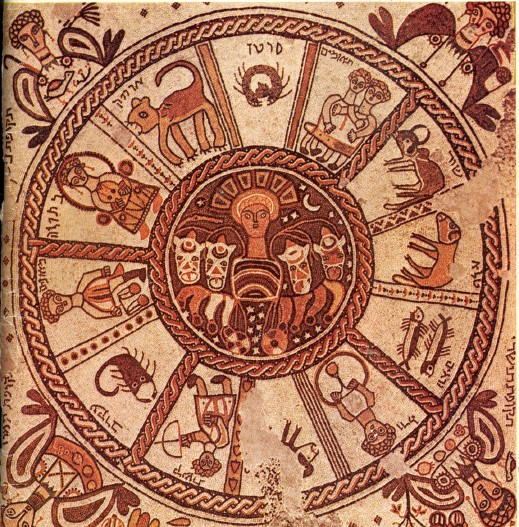
Állatövi mozaik (Bét Alfa)

Szepphoriszban (héberül Cippori), ami a zsidó kultúra fontos központja volt a 3–7. században, találták meg egy 6. századi zsinagóga maradványait. A padlómozaik az állatövet ábrázolja, minden állatövi jegy egy-egy zsidó hónaphoz kapcsolódik, középen pedig Héliosz ül a napszekéren. Az Állatöv-kör körüli téglalap alakú mezőkben bibliai képeket ábrázoltak. A mozaik szép példája a zsidó és a pogány vallás egymásra hatásának. Egy másik, nagyon fontos és hasonló tematikájú mozaikot találtak Bét Alfa (Beit Alpha) kibuc közelében, Izrael északi területén. A zsinagóga I. Justinus bizánci császár uralkodása idején épült, 520 körül. A háromrészes padlómozaik közepe az állatövet ábrázolja, középpontjában itt is Héliosz trónol a kocsiján, négy szárnyas nőalak jelképezi a négy évszakot, két oldalán dekoratív elemekkel (madarakkal, növényekkel) elválasztva Izsák feláldozásának jelenete, valamint a frigyláda látható. A harmadik jelentős padlómozaikot Tibériásnál (Hamat-Tiberias, Tverya) találták. Ez is az állatövet ábrázolja, a tizenkettőből kilenc maradt épen. A középpontban Héliosz egyik kezében az éggömböt tartja, a másikban pedig egy ostor van. A mozaik másik két paneljén zsidó templomi tárgyakat és a két menórával közrefogott frigyládát ábrázolták . Nagyszámú héber, arám és görög felirat is található rajta.
Jerikóban 1936-ban találták meg az 5–8. században működő Salom al-Jiszráél-zsinagógát. Padlómozaikján a frigyláda, a menóra, sófár és datolyapálmaág (lúláv), alatta a Salom al Jiszráél (Békesség Izráelen) felirat látható. A közeli Naaran-zsinagóga (nevének jelentése: fiatalság) (5–6. század) mozaikpadlózatán szintén a zodiákus-kerék, templomi tárgyak képei, valamint Dániel az oroszlánok közt kép található. A zodiákus kivételével ugyanezek láthatóak az 1969–1972 között feltárt, 4. századi Chorvat Szúszia (Hirbet Szúszijja) mozaikjain.

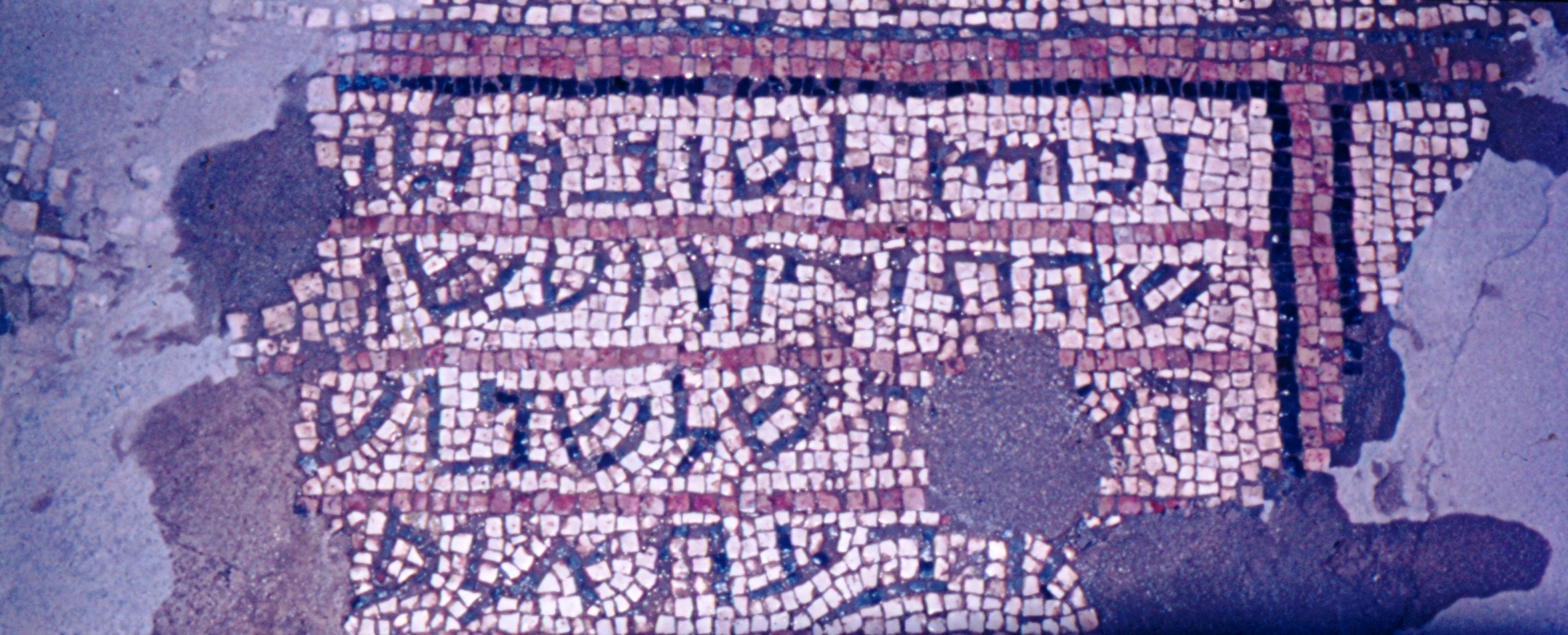
Héber feliratos padlózat (Estemóa)

 A 4. századi, estemóai (asz-Szamú) zsinagóga mozaikját – az eddig megismertekkel ellentétben – virágos és mértani mintákkal díszítették, míg Én-gedi-zsinagóga (Ein Gedi, 3. századtól 530-ig) mozaikjának különlegessége, hogy a több panelben sorakozó zodiákus és ószövetségi zsidó nevek mellett nem szerepelnek ábrázolások .
A gázai zsinagóga 1966-ban feltárt maradványai között egy különleges, 508–509-ben rakott mozaikpadló található, ami Dávid királyt ábrázolja Orpheuszként (az azonosításban héber nyelvű felirat segített), mellette a hárfázását hallgató oroszlánkölykök, zsiráfok, zebrák és kígyók vannak. Bét-Seán (Beit She’an) közelében ástak ki 1964–1972 között egy érdekes, bizánci korból származó zsinagógát, ami tulajdonképpen egy fogadó része volt. A színes mozaikpadló külső sávját medalionok díszítik virágokkal, madarakkal, állatokkal, szőlőlugasokkal. A központi medalion egy menórát ábrázol, alatta héber betűkkel van felírva a salom (béke) szó.

## Iszlám mozaikok

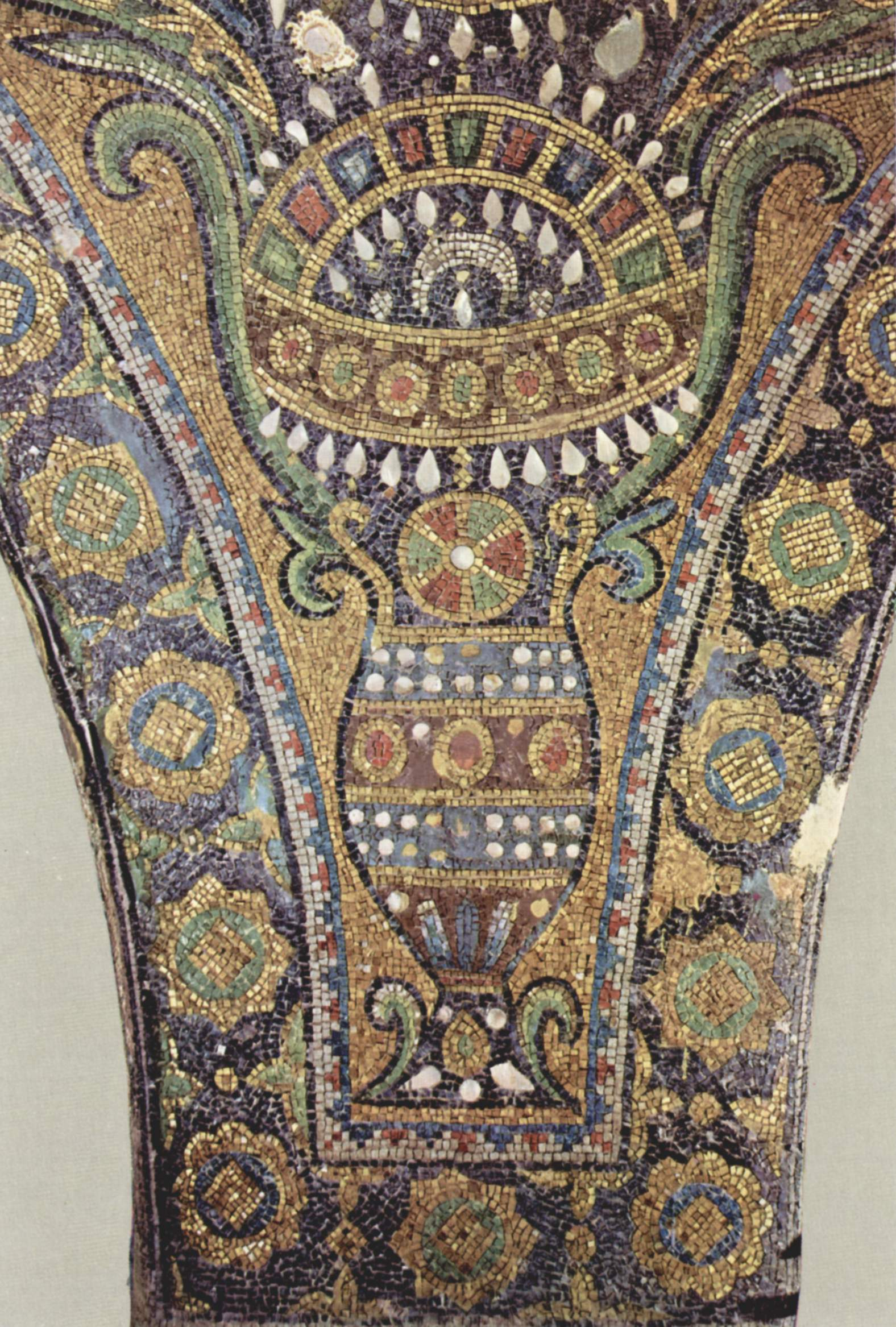
A jeruzsálemi Sziklakápolna mozaikdísze

Az arabok, miután a 7. században meghódították a bizánci birodalom keleti tartományait, megismerték a mozaikot, és ezután ők is használták vallásos épületeik és palotáik díszítésére. Szíriában és Egyiptomban a római és az ókeresztény mozaikművészet volt hatással rájuk. Az iszlám mozaikművészet az Omajjád dinasztia uralkodása alatt bontakozott ki, és bizánci modelleket követtek.
Az iszlám első nagy vallásos épületét, a Jeruzsálemben levő Sziklakápolnát 688–692 között üvegmozaikokkal díszítették kívül-belül, de csak a belső díszítés maradt fenn. Gazdag virágos és geometrikus mintájú díszítéseket alkalmaztak, amelyek felismerhetően a római hagyományokat követik, az iszlám sajátosságot az jelenti, hogy kerüli emberek vagy állatok ábrázolását. Az egyik legfontosabb korai iszlám mozaikmunka a damaszkuszi Omajjád-mecset díszítése (Damaszkusz volt akkor az Arab Kalifátus fővárosa). A mecsetet 706 és 715 között építették. A kalifa 200 mozaikrakó szakembert kért a bizánci császártól az épület díszítésére, így a bizánci hatás nem meglepő a mozaikképeken. A belső udvar mozaikjai a Paradicsomot mutatja be szép fákkal, virágokkal és kicsiny városokkal, falvakkal a háttérben, de természetesen nem ábrázolnak emberi alakokat. A legnagyobb épen maradt mozaik az udvar nyugati árkádja alatt található. Ezt a részt Barada-panelnek nevezik a Barada folyó után, és a világ legnagyobb aranymozaikjának tartják a maga több mint 4000 négyzetméterével. 1893-ban egy tűz alaposan megrongálta a mecsetet és sok mozaik veszett oda, bár néhányat azóta helyreállítottak. Az Omajjád-mecset mozaikjai komoly hatással voltak a későbbi damaszkuszi mozaikmunkákra. A mecset udvarán álló kincsesház kupolamozaikja erősen emlékeztet a Barada-panelre, de egy 13–14. századi restaurálás erősen rányomta a bélyegét a kinézetére. Az Az-Záhir Bajbarsz szultán által 1277 után építtetett könyvtárat és mauzóleumot szintén gazdag aranyvirágos mozaikkal díszítették, ami körbefut az imacsarnokon belül.
A nem vallásos Omajjád-kori mozaikmunkák főleg olyan padlópanelek voltak, amik a kalifák és más magas rangú hivatalnokok palotáit díszítették. Ezek mintái a kelet-mediterrán térség római villáinak mozaikjai voltak. Az egyik remek példa erre Hisám kalifa ruszáfai palotája fürdőházának a mozaikja a 744 körüli évekből. A fő tábla egy nagy fa alatt legelésző őzeket és rájuk támadó oroszlánt ábrázol. A kép valószínűleg a jó és a rossz kormányzást jelképezi. Klasszikus mértani motívumokat mutató mozaikok maradtak fenn Andzsarban, Libanonban, egy 8. századi Omajjád palotaegyüttesben. Al-Valíd ibn Jazíd, azaz II. al-Valíd kalifa fényűző kastélyában (Kaszr al-Hallabát, Jordánia) magas szintű technikai tudásról tanúskodó padlómozaikok kerültek elő. A legjobb állapotban megmaradt mozaikrész szintén a „jó” és a „rossz” állatok elkülönített ábrázolására épül, egy fa két oldalán. A további hallabati mozaikok növényi és állati motívumokat ábrázolnak, többek között szőlőt, gránátalmát, antilopokat, farkasokat, nyulakat, halakat, kecskéket, oroszlánokat és kígyókat.
Ammán közelében, Quastalnál 2000-ben tárták fel a ma ismert legrégebbi Omajjád-mozaikot, aminek keletkezési ideje Abd al-Malik kalifa (685–705) idejére tehető, és az épület feltehetően egy helyi kormányzó palotája lehetett. A mozaikok – az udvar kivételével – az egész palota padlóját beborították, és mértani mintákat, fákat, állatokat, gyümölcsöket és virágokat ábrázolnak.
Az iszlám művészet a mórok által megszállt Spanyolországban is szép mozaikokat hozott létre. A Córdobai nagymecset központi kupolája és a mihráb (imafülke)) mozaikdíszén határozott bizáncias jelleget fedezhetünk fel, aminek az a magyarázata, hogy elkészítésük Konstantinápolyból érkezett mester felügyelete mellett történt 965 és 970 között. A mintázat színes virágmintázatú arabeszkekből és arab kalligrafikus írásokból áll össze, és a mozaikok a damaszkuszi Omajjád-mecset ragyogását idézik fel. A mór időszak után a mozaikok alkalmazása az iszlám világban is egyre ritkult, de Észak-Afrikában még készült néhány alkotás, bár nem klasszikus mozaiktechnikával.

## Prekolumbián területek

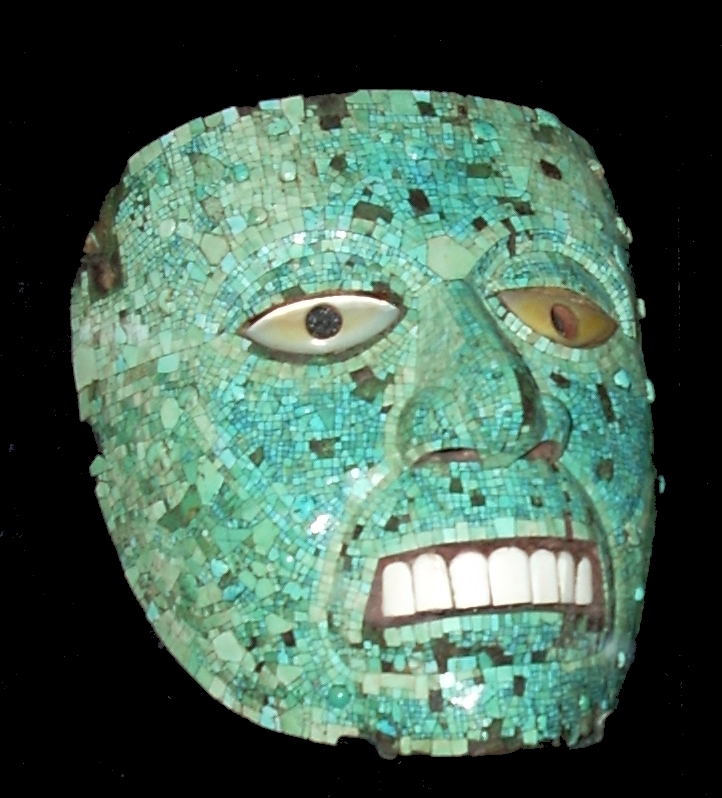
Azték vagy mixték maszk (15. század)

Az Újvilágban is találhatók mozaikszerű alkotások, elsősorban azték eredetű darabok. Ezek java része türkiz berakásos dísztárgy és ékszer, maga a mozaik ritkán ábrázol valamit, inkább a fedő funkciója dominál. Hasonló a helyzet a halotti, uralkodói maszkokkal kapcsolatban is, ezek is türkizzel vannak kirakva, csak nagyon ritkán használtak más anyagot is.

## A mozaik az „aranykor” után
A mozaikművészet története Velencében gyakorlatilag véget ért, a reneszánsz már a freskót érezte alkalmasabbnak a falakra kerülő képek megjelenítésére, mondanivalója kifejezésére. Ez természetesen nem jelenti a mozaik műfajának a halálát. Giotto és Raffaello is készített még mozaik kartonokat, az ortodox kereszténység még sokáig alkalmazta, Nyugat- és Közép-Európában is készültek mozaikok, más vidékeken is, de a módszer sok helyen már jobbára csak reprodukciós technikává vált, mint művészi kifejező eszköz, hosszú időre megszűnt. A mozaikok teljesen elszakadtak a mozaiktechnika hagyományos jellegétől, a műfaj szabályaitól, és az új művek „már csak mozaikba átültetett festmények, a mozaik belső törvényeinek, művészi elveinek és ezzel hatásának, félreismerései vagy tagadásai.” Példa erre a Szent Péter-bazilikában látható, az ottani egyik „szép” mozaik teljesen festményszerű hatást kelt, csak közelebbről szemlélve derül ki, hogy mozaikról van szó.

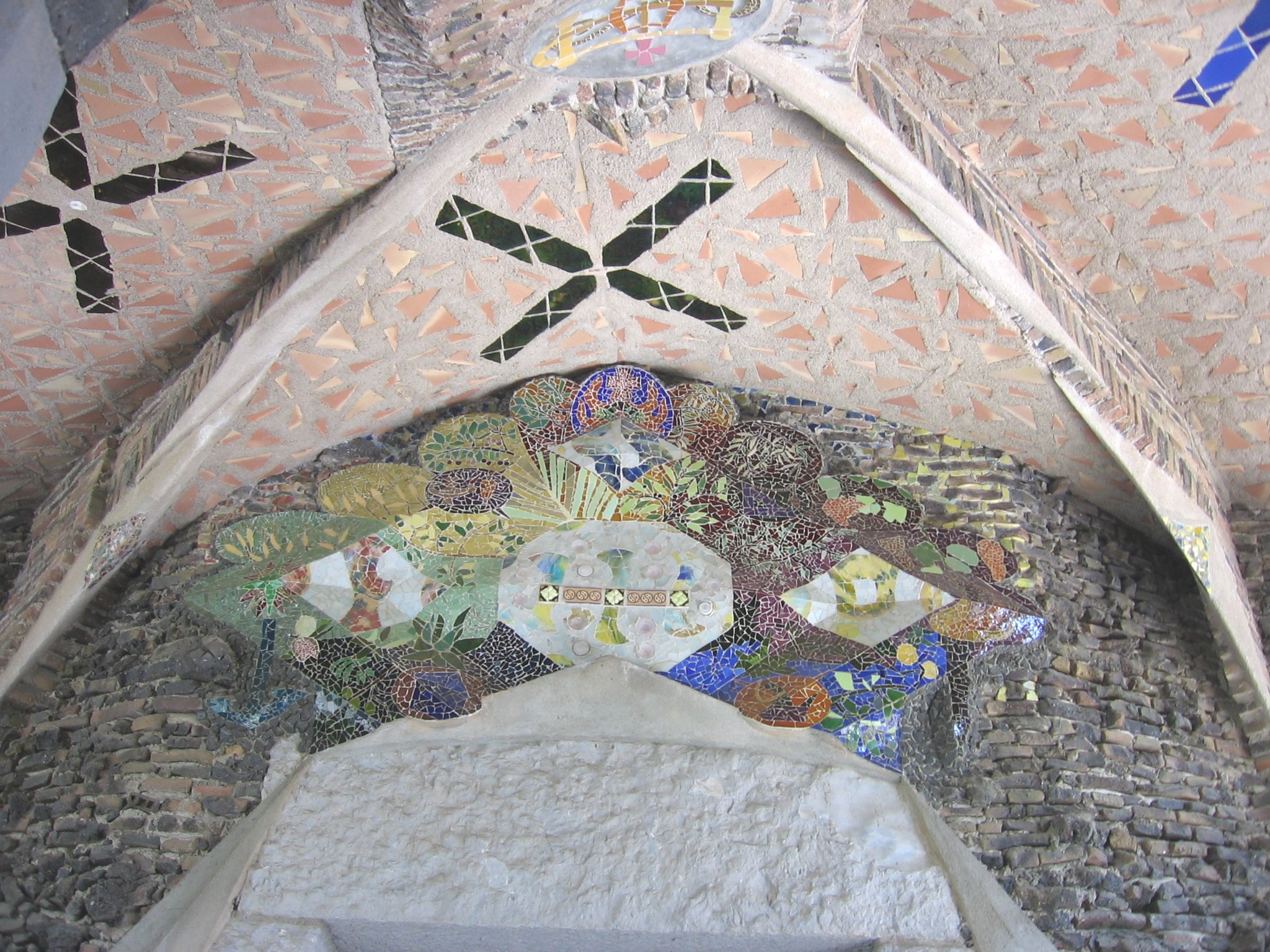
A Güell-kripta Barcelonában, Antoni Gaudí alkotása

A mozaiktechnika a 19. században éledt újjá, főleg olasz mesterek munkássága révén, akik alkotó módon használták a muranói üveggyár több tízezernyi színárnyalatát. Ők készítették a párizsi Louvre (1810) és az Operaház (1861–1874) mozaikjait, vagy a londoni Albert-síremlék (1864) díszét. A műfaj a szecesszió beköszöntével terjedt el még jobban, Gustav Klimt díszítette műveivel a brüsszeli Stocklet-palotát. A Klimt-féle, végletekig dekoratív stílussal szemben más utat járt Barcelonában Antoni Gaudí, aki építész volt, és ennek megfelelően minden művét az építészeti elképzelései alátámasztására készítette, de esetében talán helyesebb mindent átfogó egységről szólni. Mozaikjai nem ábrázolnak semmit, azokat immár nem sík felületeken helyezte el, tulajdonképpen térplasztikákat készített, amiket összetört színes csempedarabokból állított össze. Legszebb példái ennek a stílusnak a Güell parkban láthatók. Sajátos, monumentális stílusban jelentkezett a mexikói mozaikművészet. Diego Rivera hatalmas méretű épületdíszeket készített mozaiktechnikával, például a mexikóvárosi Teatro de los Insurgentes számára 1953-ban , vagy Francisco Eppens Helguera a mexikóvárosi Orvosi Egyetem számára (1957). A modern európai művészet jeles képviselői is foglalkoztak a mozaikkal, többek között Gino Severini, Henri Matisse, Fernand Léger és Pablo Picasso is.

## Magyar mozaikművészet

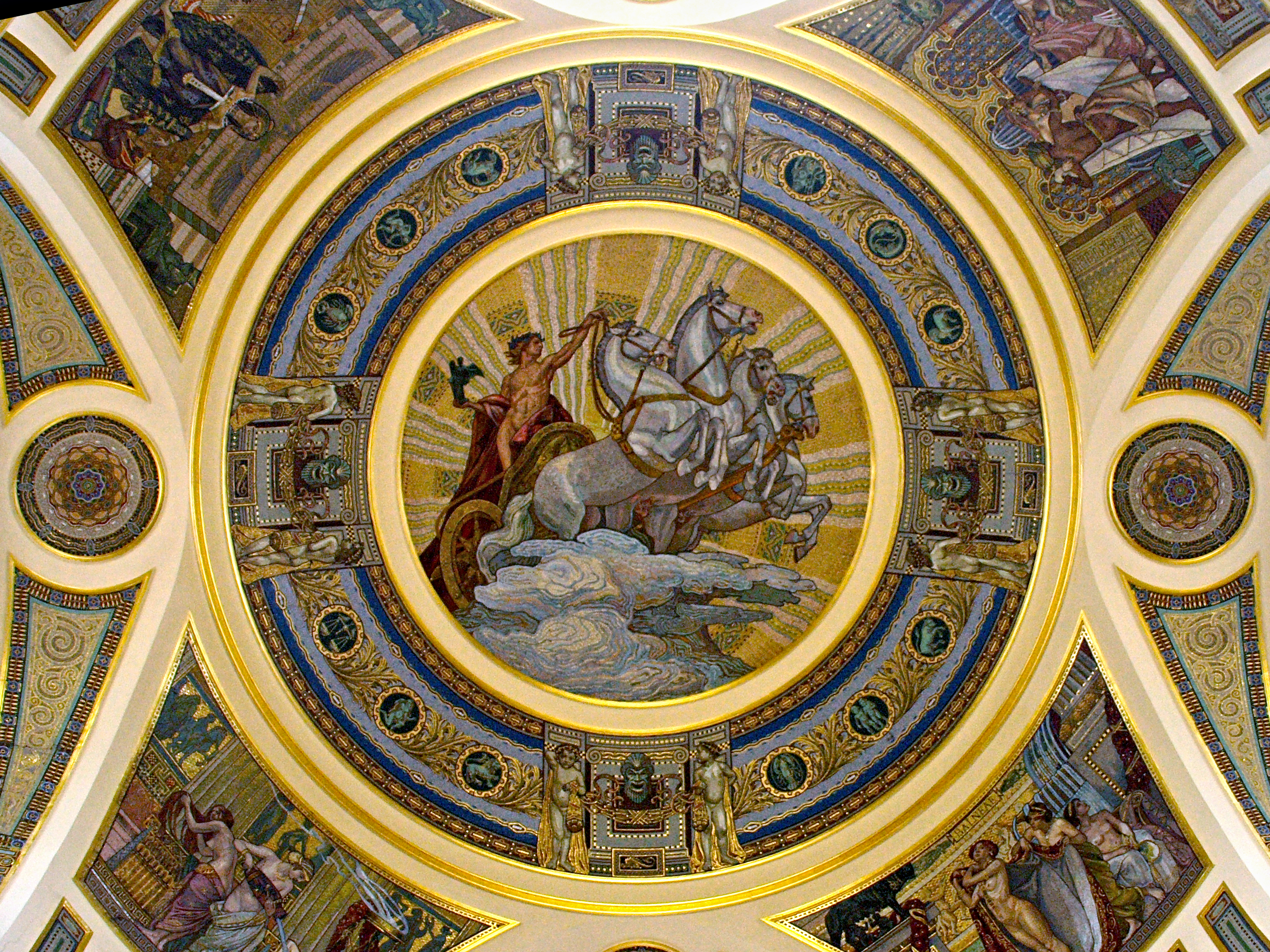
A Széchenyi fürdő kupolamozaikja

A magyarországi művészek is alkalmazták a mozaiktechnikát, számos templomot, középületet díszítenek alkotásaik. A technikát a nemzetközi irányzatoknak megfelelően kezdték használni hazai művészeink. A sok művész közül néhány: Aba-Novák Vilmos, Körösfői-Kriesch Aladár, Kohán György, Róth Miksa (aki nemcsak üvegablakokat készített, hanem kevert technikájú mozaikokat is, például a Széchenyi fürdő kupolamozaikját. Újítást hozott a mozaikművészetbe Mattioni Eszter, aki kitalálta a „hímeskövet”, amihez nemes természetes köveket használt. Ő készítette a Madách Színház Halak című hímeskövét, a dunaújvárosi Művelődési Ház homlokzati mozaikját, vagy a miskolci Szinyei Merse Pál utcában lévő épület homlokzati díszeit. Barcsay Jenő művészetéből logikusan következett, hogy előbb-utóbb a mozaiktechnika is érdekelni kezdi. Három nagyméretű mozaikot készített: az egyik a Miskolci Egyetem Központi Könyvtárában van (1964), a másik a volt Nemzeti Színház előcsarnokában (1968), a következő a szentendrei mozaik (1970). Bálint Endre a Palatinus strandra készített mozaikot. Tóth Imre 1983-ban készítette Közösen című, grafikai indíttatású mozaikját a Diósgyőri Gépgyár irodaházának előcsarnokába. Több mozaik alkotója Hegyi György, Kocsis Ernő és Rác András (utóbbi reliefmozaikja: ).

## A mozaik technikája

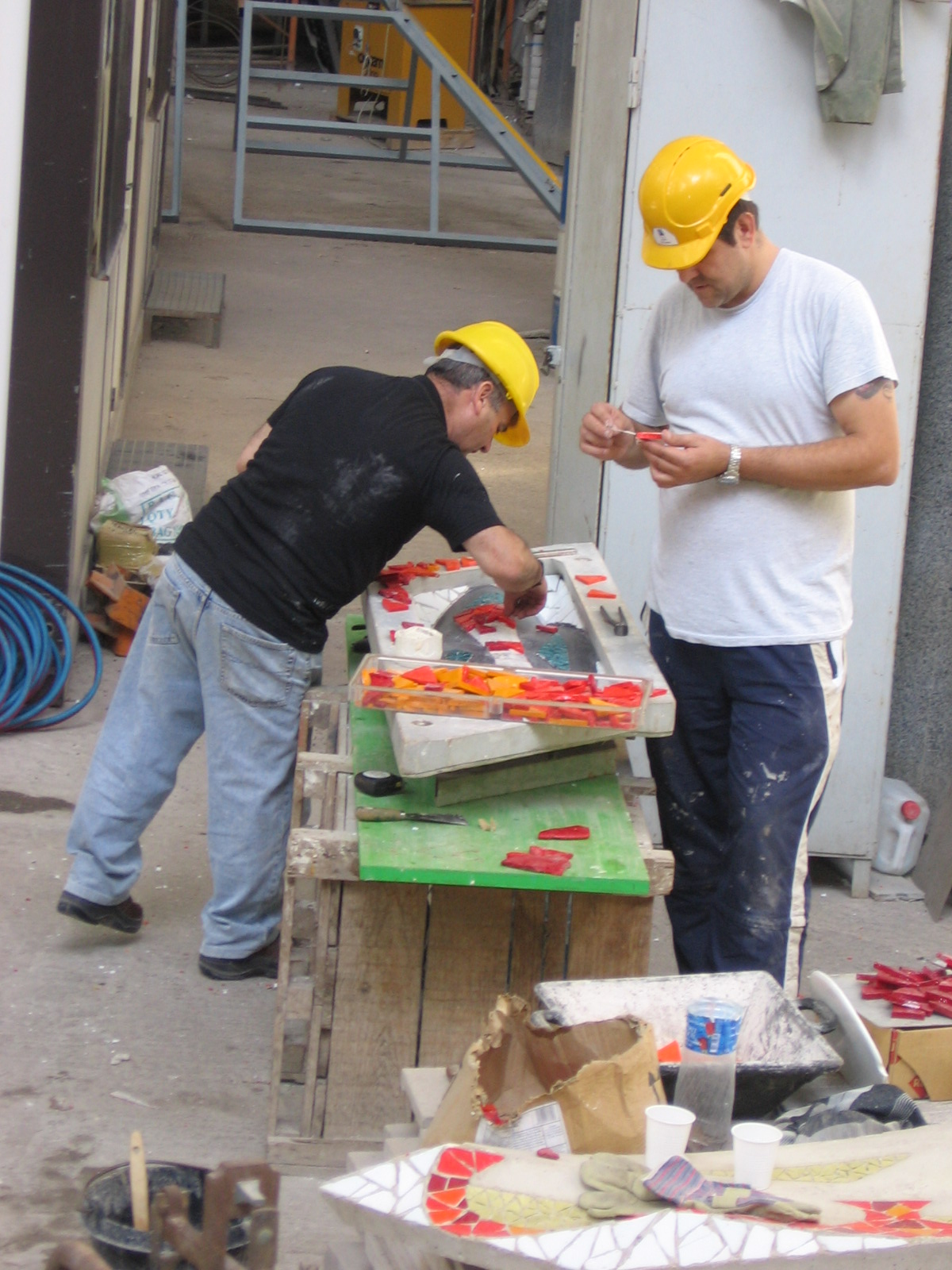
A Sagrada Família mozaikjainak készítése, Barcelona

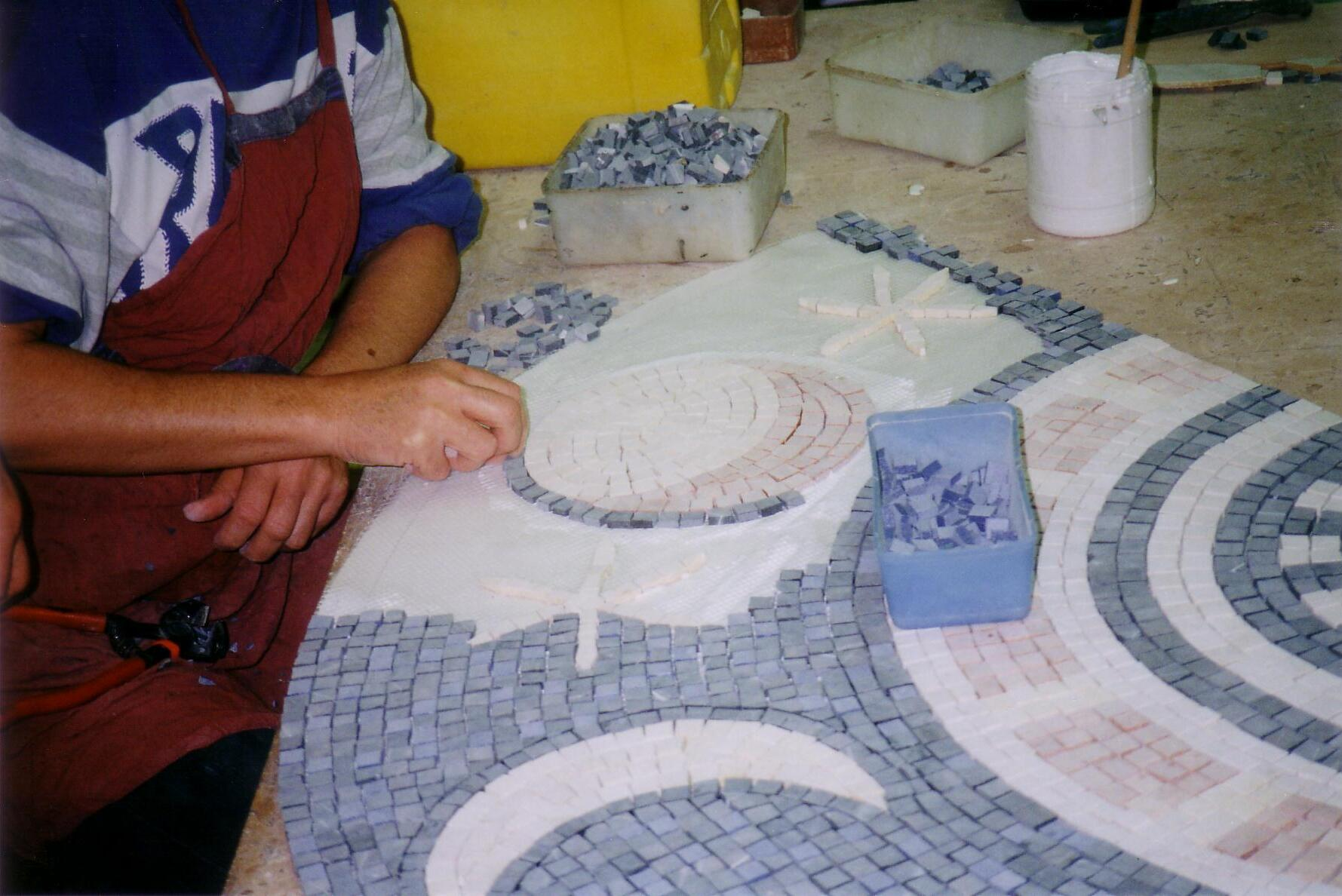
Mozaik rakása

A mozaik készítésének klasszikus módjáról a korábbiakban már volt szó. Eszerint a padlómozaikokat úgy készítették, hogy a tesszera szemeket a szilárd alapra fektetett képlékeny cementhabarcsba nyomkodták bele. A módszernek az a hátránya, hogy a cement szilárdulása miatt egyszerre viszonylag kis felületet lehet kirakni, ráadásul elég nehéz a sík és egyenletes felület biztosítása. Különösen igaz ez a nagyméretű mozaikok készítésére. A falakra és mennyezetekre kerülő mozaikok üvegszemekből készülnek, ezek tömege ugyanis kisebb, mint a kő- és márványmozaikoké. A megfelelő rögzítésről ebben az esetben úgy gondoskodtak, hogy egy szilárd vakolatalapot készítettek, erre rozsdamentes hálót fektettek (általában rézből), erre jött az a réteg, amibe belenyomkodták az üvegszemeket. Az egyenletes felület tartása ebben az esetben is nagy gyakorlatot igényelt. A modern mozaik készítésekor is használják ezt a módszert, főleg kisebb méretű munkák esetén.
A mozaikrakás másik módszere szerint a mintázatot hordozó karton negatívját készítik el, erre a papírra, műanyagra, kőlapra rakják ki a mozaikot úgy, hogy a mozaikszemek lefelé néznek. A rakás elkészülte után az egészet leöntik a kívánt vastagságú kötőréteggel, például cementtel, gipsszel. Előnye ennek az eljárásnak az, hogy nagyméretű mozaikokat is tudnak készíteni, több táblára osztva a művet, ráadásul az ilyen mozaik felülete sík lesz. Hátránya azonban az, hogy a művész nem látja a kirakott felületet. Ennek a módszernek egy másik változata szerint ragasztós felületre rakják a mozaikot, így a ragasztós felülettel együtt lehet a mozaik helyére szállítani, és egyszerűen felrakható a falra, az elkészített cementalapra.
Van olyan módszer is, amikor a mozaikszemeket homlokfelületükkel felfelé rakják a ragasztós felületű papírra, műanyagra. Ennél fogva a művész látja a mozaik alakulását, tényleges kinézetét. Amikor kész van a mozaik, vagy annak egy részlete, a homlokfelületre ráragasztanak egy ugyanilyen ragadós felületű anyagot, megfordítják, és ettől kezdve ugyanúgy folytatják, mint az előbbi esetekben.

## Fordítás
- A Nyugat- és Közép-Európa, A keresztény Kelet, az Ortodox területek, a Zsidó mozaikok, az Iszlám mozaikok és A mozaik technikája című fejezetek részben az angol nyelvű Mosaic szócikk fordításán alapulnak.